# 爆笑ピンクカーペット
『爆笑ピンクカーペット』（ばくしょうピンクカーペット）は、フジテレビの深夜番組『ニューカマーズ』枠内で放送されたバラエティ番組で『爆笑レッドカーペット』の姉妹特別番組である。また2008年、2009年1月1日に放送された『新春ゴールデンピンクカーペット』、2009年1月1日に放送された『新春ピンクカーペット』についても記述する。番組タイトルロゴ名表記の色は、『爆笑ピンクカーペット』。

## 概要
センターより芸人が登場し1分程度のショートスタイルのネタを披露し、ネタが終了するとピンクの床が左から右へ動き出して自動的に退場するというシステムで、ルールなどは『爆笑レッドカーペット』と同じである。『 - レッドカーペット』はプライムタイムで放送するのに対し、ピンクカーペットは深夜の時間帯という事でレッドカーペット出演者よりも知名度の低い芸人に門戸を開き、ここでMVPを得た芸人が本家『レッドカーペット』に出演出来るという番組の意図がある。中堅芸人の出番が比較的多い『レッドカーペット』と比べて相対的により若手の芸人が出演することが多いが、構成作家の推薦やオーディションにおいて芸歴による制限がないため、稀にベテランの芸人が出演することもある（第5回の川上じゅんの例など）。またレッドカーペットに出演していた芸人（例：ハイキングウォーキング、超新塾など）も第1回と第2回では何組か出場している。
2008年1月1日4時30分より『第41回初詣!爆笑ヒットパレード』内で兄弟企画（拡張版）、「新春ゴールデンピンクカーペット」が放送され、また姉妹番組の「爆笑レッドカーペット」も15時15分より兄弟企画（拡張版）「新春ゴールデンレッドカーペット」が放送された。
また、第5回からレッカー君の恋人という設定で、「ピンカーちゃん」というキャラクターが出来た。
2009年1月1日早朝に当番組の拡大版「新春ピンクカーペット」「新春ゴールデンピンクカーペット」、また、元旦限定の番組で「ピンク〜」よりも知名度の低い芸人が出演する「新春ホワイトカーペット」が放送された。また、登場芸人紹介時のBGMが正月バージョンに変更されていた。
2010年以降は爆笑ヒットパレード内の『一瞬で笑えるザ・ショート笑』に実質引き継がれているがネタ見せ時間は30秒と短くなっている。

## 放送日時
| 回数  | 放送日                   | 放送時間（JST） | 放送タイトル                   | 備考 |
| ----- | ------------------------ | --------------- | ------------------------------ | --- |
| 第1回 | 2007年4月30日（月曜日）  | 1:40 - 2:30     | 爆笑ピンクカーペット           | 本来は1:25 - 2:15の放送予定だったが、野球中継延長のため15分繰り下げて放送。 『サンパラ』枠で放送。 |
| 第2回 | 2007年6月18日（月曜日）  | 0:55 - 1:45     | 爆笑ピンクカーペット           | 『サンパラ』枠で放送。 |
| 第3回 | 2007年11月27日（火曜日） | 1:20 - 2:20     | 爆笑ピンクカーペット           | |
| 第4回 | 2008年1月1日（火曜日）   | 4:30 - 8:30     | 新春ゴールデンピンクカーペット | 『第41回初詣!爆笑ヒットパレード2008』枠で放送。 |
| 第5回 | 2008年8月31日（日曜日）  | 1:35 - 3:30     | 爆笑ピンクカーペット           | |
| 第6回 | 2009年1月1日（木曜日）   | 2:45 - 4:30     | 新春ピンクカーペット           | 『超ピンクカーペットSP』枠で放送。 一部系列局では「新春ゴールデンピンクカーペット」の途中から飛び乗りネットした （番組内では明確な区切りがないため、 数秒のタイトルコールのみを放送しすぐに同時ネットで芸人のネタを放送する構成となった）。 |
| 第6回 | 2009年1月1日（木曜日）   | 5:50 - 8:00     | 新春ゴールデンピンクカーペット | 『超ピンクカーペットSP』枠で放送。 一部系列局では「新春ゴールデンピンクカーペット」の途中から飛び乗りネットした （番組内では明確な区切りがないため、 数秒のタイトルコールのみを放送しすぐに同時ネットで芸人のネタを放送する構成となった）。 |

### 遅れ放送
放送日時は日本標準時。
- 関西テレビでは第1回は2007年6月3日24:25 - 25:10に遅れ放送。
- 北海道文化放送では第1回は2007年6月24日25:25 - 25:55に、第3回は2008年2月24日の24:25 - 25:25に遅れ放送。第2回、第5回の放送は未定。
- テレビ新広島では、第1回の放送は2007年7月13日の25:05 - 25:55に遅れ放送。
  - 第2回の放送は2007年9月20日24:45 - 25:35に放送。
  - 第3回の放送は2008年3月28日25:05 - 26:05に放送。
- テレビ西日本では第3回が2007年12月2日24:45 - 25:45に遅れ放送。
- テレビ宮崎では第3回が2007年12月12日25:34 - 26:34に遅れ放送。
- 富山テレビでは第3回が2007年12月25日24:25 - 25:25に遅れ放送。
- 青森テレビでは第3回が2007年12月29日24:15 - 25:15に遅れ放送。
- 福井テレビでは第3回が2008年1月7日25:35 - 26:35に遅れ放送。
- テレビ静岡では第3回が2008年3月9日24:25 - 25:25に遅れ放送。
- 東海テレビでは第3回が2008年3月10日26:10 - 27:10に遅れ放送。

### 評価方法
審査の仕方の「満点大笑い」、「大笑い」、「中笑い」、「小笑い」という評価もレッドカーペットと同じであるが、第2回の放送で 笑ランプ による評価分けが明らかになった。
| 笑ランプの点灯数 | 評価       |
| ---------------- | ---------- |
| 1～7             | 小笑い     |
| 8～11            | 中笑い     |
| 12～14           | 大笑い     |
| 15               | 満点大笑い |

## 爆笑レッドカーペットからの変更点
※姉妹番組ということもあり「ピンク」では全体的にセットがチープになっている。
- 赤い床→ピンク色
- センターのセットが電飾→書き割り
  - ゴールデンピンクカーペット（第4回）より、レッドカーペット同様、電飾になった。
- 審査員が7人→5人に削減（拡張版は11人）
  - 第5回より、レッドカーペット同様、7人に変わった。
- 審査員後部のマルチ画面（評価が表示される部分）→手書きパネルが回転して表示される形式
  - ゴールデンピンクカーペット（第4回）より、レッドカーペット同様、マルチ画面になった。
- 審査員ボタン→1つ押すと「笑」の札が立つ（最大3つまで押す事ができる、立った札は審査員自ら下ろさなくてはならない）
  - 第2回より、レッドカーペット同様電飾スイッチに変わった。
- ネタ前の芸人紹介がレッドでは背景が赤いカーペットで字の色は赤色だがピンクでは背景がピンクで字の色は黒色、ホワイトでは背景が白色で字の色は青色。
- レッドカーペット賞に該当する賞が存在しない
  - 第2回より、MVPが設けられた。（拡張版はなかった）
- 第5回からレッドカーペットと同様のセットになり、カーペットの色と審査員台が変わっただけのものとなった。また左下の字幕も第4回までは名前の下に青いアンダーラインが引かれただけだったが、第5回より青い文字の背景がピンクに変更された。

## 放送リスト
MC 
| 回       | MC                               | パネラー | 出演芸人                 | キャッチコピー                     |
| -------- | -------------------------------- | --- | ------------------------ | ---------------------------------- |
| 第1回    | - 松尾翠 - 本田朋子              | - 勝俣州和 - 中澤裕子 - 中村和裕 - 安田美沙子 - LIZA                                                                           | 永井佑一郎               | あなたを朝まで眠らせナイツ         |
| 第1回    | - 松尾翠 - 本田朋子              | - 勝俣州和 - 中澤裕子 - 中村和裕 - 安田美沙子 - LIZA                                                                           | 我が家                   | 笑いの3LDK                         |
| 第1回    | - 松尾翠 - 本田朋子              | - 勝俣州和 - 中澤裕子 - 中村和裕 - 安田美沙子 - LIZA                                                                           | Span!                    | ナニワのバカヤロー!                |
| 第1回    | - 松尾翠 - 本田朋子              | - 勝俣州和 - 中澤裕子 - 中村和裕 - 安田美沙子 - LIZA                                                                           | ストリーク               | 笑いの野球伝道師                   |
| 第1回    | - 松尾翠 - 本田朋子              | - 勝俣州和 - 中澤裕子 - 中村和裕 - 安田美沙子 - LIZA                                                                           | フルーツポンチ           | 禁断のお笑いスイーツ               |
| 第1回    | - 松尾翠 - 本田朋子              | - 勝俣州和 - 中澤裕子 - 中村和裕 - 安田美沙子 - LIZA                                                                           | スパンコール             | お笑いカンタービレ                 |
| 第1回    | - 松尾翠 - 本田朋子              | - 勝俣州和 - 中澤裕子 - 中村和裕 - 安田美沙子 - LIZA                                                                           | ダーク屋良               | あいつの弟 初登場                  |
| 第1回    | - 松尾翠 - 本田朋子              | - 勝俣州和 - 中澤裕子 - 中村和裕 - 安田美沙子 - LIZA                                                                           | 春田和幸                 | 小さなキャプテン・オブ・ザ・シップ |
| 第1回    | - 松尾翠 - 本田朋子              | - 勝俣州和 - 中澤裕子 - 中村和裕 - 安田美沙子 - LIZA                                                                           | スマイル                 | ウーイェイ ウーイェイ              |
| 第1回    | - 松尾翠 - 本田朋子              | - 勝俣州和 - 中澤裕子 - 中村和裕 - 安田美沙子 - LIZA                                                                           | 狩野英孝                 | 今夜あなたを逆指名                 |
| 第1回    | - 松尾翠 - 本田朋子              | - 勝俣州和 - 中澤裕子 - 中村和裕 - 安田美沙子 - LIZA                                                                           | ノンスモーキン           | イライラ注意報                     |
| 第1回    | - 松尾翠 - 本田朋子              | - 勝俣州和 - 中澤裕子 - 中村和裕 - 安田美沙子 - LIZA                                                                           | 南国姉妹                 | ドラフト1位のスーパールーキー      |
| 第1回    | - 松尾翠 - 本田朋子              | - 勝俣州和 - 中澤裕子 - 中村和裕 - 安田美沙子 - LIZA                                                                           | 超新塾                   | お笑いロックンロール               |
| 第1回    | - 松尾翠 - 本田朋子              | - 勝俣州和 - 中澤裕子 - 中村和裕 - 安田美沙子 - LIZA                                                                           | いがわゆり蚊             | チクッと刺すわよ                   |
| 第1回    | - 松尾翠 - 本田朋子              | - 勝俣州和 - 中澤裕子 - 中村和裕 - 安田美沙子 - LIZA                                                                           | チョップリン             | 孤高のコント職人                   |
| 第1回    | - 松尾翠 - 本田朋子              | - 勝俣州和 - 中澤裕子 - 中村和裕 - 安田美沙子 - LIZA                                                                           | フロントストーリー       | 愛と勇気の                         |
| 第1回    | - 松尾翠 - 本田朋子              | - 勝俣州和 - 中澤裕子 - 中村和裕 - 安田美沙子 - LIZA                                                                           | ミュータント             | 芸歴1ヶ月                          |
| 第1回    | - 松尾翠 - 本田朋子              | - 勝俣州和 - 中澤裕子 - 中村和裕 - 安田美沙子 - LIZA                                                                           | ハイキングウォーキング   | 華麗なるくだらなさ                 |
| 第1回    | - 松尾翠 - 本田朋子              | - 勝俣州和 - 中澤裕子 - 中村和裕 - 安田美沙子 - LIZA                                                                           | フクロトジ               | 開けてビックリ!                    |
| 第1回    | - 松尾翠 - 本田朋子              | - 勝俣州和 - 中澤裕子 - 中村和裕 - 安田美沙子 - LIZA                                                                           | イワイガワ               | 輝け!中年の星                      |
| 第1回    | - 松尾翠 - 本田朋子              | - 勝俣州和 - 中澤裕子 - 中村和裕 - 安田美沙子 - LIZA                                                                           | しずる                   | 甘酸っぱい青春コント               |
| 第1回    | - 松尾翠 - 本田朋子              | - 勝俣州和 - 中澤裕子 - 中村和裕 - 安田美沙子 - LIZA                                                                           | ガブ&ぴーち              | ネチネチ ナヨナヨ                  |
| 第1回    | - 松尾翠 - 本田朋子              | - 勝俣州和 - 中澤裕子 - 中村和裕 - 安田美沙子 - LIZA                                                                           | カッパ                   | 未確認お笑い生物                   |
| 第1回    | - 松尾翠 - 本田朋子              | - 勝俣州和 - 中澤裕子 - 中村和裕 - 安田美沙子 - LIZA                                                                           | やまもとまさみ           | ひとりツッコミ劇場                 |
| 第2回    | - 松尾翠 - 本田朋子              | - 大沢あかね - 菅澤美月 - つるの剛士 - 薬丸裕英 - 山本モナ                                                                     | 永井佑一郎               | あなたを朝まで眠らせナイツ         |
| 第2回    | - 松尾翠 - 本田朋子              | - 大沢あかね - 菅澤美月 - つるの剛士 - 薬丸裕英 - 山本モナ                                                                     | 我が家                   | 笑いの3LDK                         |
| 第2回    | - 松尾翠 - 本田朋子              | - 大沢あかね - 菅澤美月 - つるの剛士 - 薬丸裕英 - 山本モナ                                                                     | フルーツポンチ           | オレ 変わってんのかな…?            |
| 第2回    | - 松尾翠 - 本田朋子              | - 大沢あかね - 菅澤美月 - つるの剛士 - 薬丸裕英 - 山本モナ                                                                     | 藤崎マーケット           | 明るく楽しく元気よく               |
| 第2回    | - 松尾翠 - 本田朋子              | - 大沢あかね - 菅澤美月 - つるの剛士 - 薬丸裕英 - 山本モナ                                                                     | トップリード             | 最前線を突っ走れ                   |
| 第2回    | - 松尾翠 - 本田朋子              | - 大沢あかね - 菅澤美月 - つるの剛士 - 薬丸裕英 - 山本モナ                                                                     | しずる                   | 甘酸っぱい青春コント               |
| 第2回    | - 松尾翠 - 本田朋子              | - 大沢あかね - 菅澤美月 - つるの剛士 - 薬丸裕英 - 山本モナ                                                                     | ジャルジャル             | ネクストコントジェネレーション     |
| 第2回    | - 松尾翠 - 本田朋子              | - 大沢あかね - 菅澤美月 - つるの剛士 - 薬丸裕英 - 山本モナ                                                                     | カナリア                 | アホのさえずり                     |
| 第2回    | - 松尾翠 - 本田朋子              | - 大沢あかね - 菅澤美月 - つるの剛士 - 薬丸裕英 - 山本モナ                                                                     | ダーク屋良               | あいつの弟 再び登場                |
| 第2回    | - 松尾翠 - 本田朋子              | - 大沢あかね - 菅澤美月 - つるの剛士 - 薬丸裕英 - 山本モナ                                                                     | ハマカーン               | 浜谷・神田で                       |
| 第2回    | - 松尾翠 - 本田朋子              | - 大沢あかね - 菅澤美月 - つるの剛士 - 薬丸裕英 - 山本モナ                                                                     | 狩野英孝                 | 今夜あなたを逆指名                 |
| 第2回    | - 松尾翠 - 本田朋子              | - 大沢あかね - 菅澤美月 - つるの剛士 - 薬丸裕英 - 山本モナ                                                                     | 平成ノブシコブシ         | 破天荒侍                           |
| 第2回    | - 松尾翠 - 本田朋子              | - 大沢あかね - 菅澤美月 - つるの剛士 - 薬丸裕英 - 山本モナ                                                                     | スマイル                 | ウーイェイ ウーイェイ              |
| 第2回    | - 松尾翠 - 本田朋子              | - 大沢あかね - 菅澤美月 - つるの剛士 - 薬丸裕英 - 山本モナ                                                                     | ジャパニウム             | 仁義なき紙芝居                     |
| 第2回    | - 松尾翠 - 本田朋子              | - 大沢あかね - 菅澤美月 - つるの剛士 - 薬丸裕英 - 山本モナ                                                                     | ふくろとじ               | 開けてビックリ!                    |
| 第2回    | - 松尾翠 - 本田朋子              | - 大沢あかね - 菅澤美月 - つるの剛士 - 薬丸裕英 - 山本モナ                                                                     | ピース                   | コントは地球を救う                 |
| 第2回    | - 松尾翠 - 本田朋子              | - 大沢あかね - 菅澤美月 - つるの剛士 - 薬丸裕英 - 山本モナ                                                                     | カノン                   | テレビ初登場で申し訳ございません   |
| 第2回    | - 松尾翠 - 本田朋子              | - 大沢あかね - 菅澤美月 - つるの剛士 - 薬丸裕英 - 山本モナ                                                                     | アホマイルド             | ほどよいアホ加減                   |
| 第2回    | - 松尾翠 - 本田朋子              | - 大沢あかね - 菅澤美月 - つるの剛士 - 薬丸裕英 - 山本モナ                                                                     | マシンガンズ             | ひがみの弾丸                       |
| 第2回    | - 松尾翠 - 本田朋子              | - 大沢あかね - 菅澤美月 - つるの剛士 - 薬丸裕英 - 山本モナ                                                                     | オードリー               | お笑いタッチダウン                 |
| 第2回    | - 松尾翠 - 本田朋子              | - 大沢あかね - 菅澤美月 - つるの剛士 - 薬丸裕英 - 山本モナ                                                                     | チョコレートプラネット   | スウィート系カカオ惑星             |
| 第2回    | - 松尾翠 - 本田朋子              | - 大沢あかね - 菅澤美月 - つるの剛士 - 薬丸裕英 - 山本モナ                                                                     | ヤポンスキー             | お絵描き大好き                     |
| 第2回    | - 松尾翠 - 本田朋子              | - 大沢あかね - 菅澤美月 - つるの剛士 - 薬丸裕英 - 山本モナ                                                                     | 鎌鼬                     | 道頓堀の韓流スター                 |
| 第2回    | - 松尾翠 - 本田朋子              | - 大沢あかね - 菅澤美月 - つるの剛士 - 薬丸裕英 - 山本モナ                                                                     | ハイキングウォーキング   | 自称ミスターカーペット             |
| 第3回    | - 松尾翠 - 生野陽子              | - 荒俣宏 - 上地雄輔 - 木下優樹菜 - ギャル曽根 - 山本モナ                                                                       | バカトケムリ             | 高い所大好き                       |
| 第3回    | - 松尾翠 - 生野陽子              | - 荒俣宏 - 上地雄輔 - 木下優樹菜 - ギャル曽根 - 山本モナ                                                                       | アームストロング         | 豪腕炸裂                           |
| 第3回    | - 松尾翠 - 生野陽子              | - 荒俣宏 - 上地雄輔 - 木下優樹菜 - ギャル曽根 - 山本モナ                                                                       | モエヤン                 | 踊れ下北歌劇団                     |
| 第3回    | - 松尾翠 - 生野陽子              | - 荒俣宏 - 上地雄輔 - 木下優樹菜 - ギャル曽根 - 山本モナ                                                                       | 若月                     | ちょっとおバカな元ヤン兄弟         |
| 第3回    | - 松尾翠 - 生野陽子              | - 荒俣宏 - 上地雄輔 - 木下優樹菜 - ギャル曽根 - 山本モナ                                                                       | ロッチ                   | あっちこっち                       |
| 第3回    | - 松尾翠 - 生野陽子              | - 荒俣宏 - 上地雄輔 - 木下優樹菜 - ギャル曽根 - 山本モナ                                                                       | こまつ                   | お笑いテクノポップ                 |
| 第3回    | - 松尾翠 - 生野陽子              | - 荒俣宏 - 上地雄輔 - 木下優樹菜 - ギャル曽根 - 山本モナ                                                                       | ものいい                 | 時間いっぱい待ったなし             |
| 第3回    | - 松尾翠 - 生野陽子              | - 荒俣宏 - 上地雄輔 - 木下優樹菜 - ギャル曽根 - 山本モナ                                                                       | トレンディエンジェル     | まだ若いんです                     |
| 第3回    | - 松尾翠 - 生野陽子              | - 荒俣宏 - 上地雄輔 - 木下優樹菜 - ギャル曽根 - 山本モナ                                                                       | ガリガリガリクソン       | 太っているのに                     |
| 第3回    | - 松尾翠 - 生野陽子              | - 荒俣宏 - 上地雄輔 - 木下優樹菜 - ギャル曽根 - 山本モナ                                                                       | デスペラード             | 石油も笑いも掘り当てろ             |
| 第3回    | - 松尾翠 - 生野陽子              | - 荒俣宏 - 上地雄輔 - 木下優樹菜 - ギャル曽根 - 山本モナ                                                                       | 鳥居みゆき               | 不思議な堕天使                     |
| 第3回    | - 松尾翠 - 生野陽子              | - 荒俣宏 - 上地雄輔 - 木下優樹菜 - ギャル曽根 - 山本モナ                                                                       | ジョイマン               | 脱力系エクササイズ                 |
| 第3回    | - 松尾翠 - 生野陽子              | - 荒俣宏 - 上地雄輔 - 木下優樹菜 - ギャル曽根 - 山本モナ                                                                       | レアレア                 | 亀田のものまねしばらく封印         |
| 第3回    | - 松尾翠 - 生野陽子              | - 荒俣宏 - 上地雄輔 - 木下優樹菜 - ギャル曽根 - 山本モナ                                                                       | だいなお                 | だいです!なおです!                 |
| 第3回    | - 松尾翠 - 生野陽子              | - 荒俣宏 - 上地雄輔 - 木下優樹菜 - ギャル曽根 - 山本モナ                                                                       | 山崎智                   | 笑いの兼業農家                     |
| 第3回    | - 松尾翠 - 生野陽子              | - 荒俣宏 - 上地雄輔 - 木下優樹菜 - ギャル曽根 - 山本モナ                                                                       | ハム                     | 天からの贈り物                     |
| 第3回    | - 松尾翠 - 生野陽子              | - 荒俣宏 - 上地雄輔 - 木下優樹菜 - ギャル曽根 - 山本モナ                                                                       | 天竺鼠                   | 目指せ楽園                         |
| 第3回    | - 松尾翠 - 生野陽子              | - 荒俣宏 - 上地雄輔 - 木下優樹菜 - ギャル曽根 - 山本モナ                                                                       | ジャンみやがわ           | この男、芸人につき                 |
| 第3回    | - 松尾翠 - 生野陽子              | - 荒俣宏 - 上地雄輔 - 木下優樹菜 - ギャル曽根 - 山本モナ                                                                       | インポッシブル           | それ行け!戦え!                     |
| 第3回    | - 松尾翠 - 生野陽子              | - 荒俣宏 - 上地雄輔 - 木下優樹菜 - ギャル曽根 - 山本モナ                                                                       | こばやしけん太           | お笑いサンプリングマシーン         |
| 第3回    | - 松尾翠 - 生野陽子              | - 荒俣宏 - 上地雄輔 - 木下優樹菜 - ギャル曽根 - 山本モナ                                                                       | しんご☆くん              | オカマじゃないのオトメなの         |
| 第3回    | - 松尾翠 - 生野陽子              | - 荒俣宏 - 上地雄輔 - 木下優樹菜 - ギャル曽根 - 山本モナ                                                                       | ザ・ゴールデンゴールデン | 黄金のトライアングル               |
| 第3回    | - 松尾翠 - 生野陽子              | - 荒俣宏 - 上地雄輔 - 木下優樹菜 - ギャル曽根 - 山本モナ                                                                       | 増谷キートン             | 劇薬キワモノ芸人                   |
| 第3回    | - 松尾翠 - 生野陽子              | - 荒俣宏 - 上地雄輔 - 木下優樹菜 - ギャル曽根 - 山本モナ                                                                       | マウンテンヒル           | 笑いの丘を越えていこう             |
| 第3回    | - 松尾翠 - 生野陽子              | - 荒俣宏 - 上地雄輔 - 木下優樹菜 - ギャル曽根 - 山本モナ                                                                       | みこと                   | 働く女性を応援します               |
| 第3回    | - 松尾翠 - 生野陽子              | - 荒俣宏 - 上地雄輔 - 木下優樹菜 - ギャル曽根 - 山本モナ                                                                       | BLUE RIVER               | 博多のしめこみ芸人                 |
| 第3回    | - 松尾翠 - 生野陽子              | - 荒俣宏 - 上地雄輔 - 木下優樹菜 - ギャル曽根 - 山本モナ                                                                       | 田代32                   | 笑って貰えると助かります           |
| 第3回    | - 松尾翠 - 生野陽子              | - 荒俣宏 - 上地雄輔 - 木下優樹菜 - ギャル曽根 - 山本モナ                                                                       | いとうあさこ             | 私、前しか見えないの               |
| 第4回0部 | - 爆笑問題 - 高島彩              | - 飯沼誠司 - 皆藤愛子 - 加治将樹 - 木下優樹菜 - ギャル曽根 - 斉藤慶太 - 斉藤祥太 - 東原亜希 - 松井絵里奈 - 松本明子 - 宮川俊二 | 流れ星                   | ネタに願いを                       |
| 第4回0部 | - 爆笑問題 - 高島彩              | - 飯沼誠司 - 皆藤愛子 - 加治将樹 - 木下優樹菜 - ギャル曽根 - 斉藤慶太 - 斉藤祥太 - 東原亜希 - 松井絵里奈 - 松本明子 - 宮川俊二 | レアレア                 | 亀田のものまね 未だ封印            |
| 第4回0部 | - 爆笑問題 - 高島彩              | - 飯沼誠司 - 皆藤愛子 - 加治将樹 - 木下優樹菜 - ギャル曽根 - 斉藤慶太 - 斉藤祥太 - 東原亜希 - 松井絵里奈 - 松本明子 - 宮川俊二 | ふくろとじ               | 開けてびっくり                     |
| 第4回0部 | - 爆笑問題 - 高島彩              | - 飯沼誠司 - 皆藤愛子 - 加治将樹 - 木下優樹菜 - ギャル曽根 - 斉藤慶太 - 斉藤祥太 - 東原亜希 - 松井絵里奈 - 松本明子 - 宮川俊二 | インポッシブル           | それいけ!戦え!                     |
| 第4回0部 | - 爆笑問題 - 高島彩              | - 飯沼誠司 - 皆藤愛子 - 加治将樹 - 木下優樹菜 - ギャル曽根 - 斉藤慶太 - 斉藤祥太 - 東原亜希 - 松井絵里奈 - 松本明子 - 宮川俊二 | あきげん                 | 秋山と元気で                       |
| 第4回0部 | - 爆笑問題 - 高島彩              | - 飯沼誠司 - 皆藤愛子 - 加治将樹 - 木下優樹菜 - ギャル曽根 - 斉藤慶太 - 斉藤祥太 - 東原亜希 - 松井絵里奈 - 松本明子 - 宮川俊二 | ドラハッパー             | 神出鬼没の                         |
| 第4回0部 | - 爆笑問題 - 高島彩              | - 飯沼誠司 - 皆藤愛子 - 加治将樹 - 木下優樹菜 - ギャル曽根 - 斉藤慶太 - 斉藤祥太 - 東原亜希 - 松井絵里奈 - 松本明子 - 宮川俊二 | 井上マー                 | 陽気な漫談野郎                     |
| 第4回0部 | - 爆笑問題 - 高島彩              | - 飯沼誠司 - 皆藤愛子 - 加治将樹 - 木下優樹菜 - ギャル曽根 - 斉藤慶太 - 斉藤祥太 - 東原亜希 - 松井絵里奈 - 松本明子 - 宮川俊二 | 寿司                     | 幸せをつかさどります               |
| 第4回0部 | - 爆笑問題 - 高島彩              | - 飯沼誠司 - 皆藤愛子 - 加治将樹 - 木下優樹菜 - ギャル曽根 - 斉藤慶太 - 斉藤祥太 - 東原亜希 - 松井絵里奈 - 松本明子 - 宮川俊二 | ノンスモーキン           | イライラ注意報                     |
| 第4回0部 | - 爆笑問題 - 高島彩              | - 飯沼誠司 - 皆藤愛子 - 加治将樹 - 木下優樹菜 - ギャル曽根 - 斉藤慶太 - 斉藤祥太 - 東原亜希 - 松井絵里奈 - 松本明子 - 宮川俊二 | 町田隼人                 | 博多のお笑い親善大使               |
| 第4回0部 | - 爆笑問題 - 高島彩              | - 飯沼誠司 - 皆藤愛子 - 加治将樹 - 木下優樹菜 - ギャル曽根 - 斉藤慶太 - 斉藤祥太 - 東原亜希 - 松井絵里奈 - 松本明子 - 宮川俊二 | トップリード             | 石油も笑いも掘り当てろ             |
| 第4回0部 | - 爆笑問題 - 高島彩              | - 飯沼誠司 - 皆藤愛子 - 加治将樹 - 木下優樹菜 - ギャル曽根 - 斉藤慶太 - 斉藤祥太 - 東原亜希 - 松井絵里奈 - 松本明子 - 宮川俊二 | オードリー               | 心地よいずれ漫才                   |
| 第4回0部 | - 爆笑問題 - 高島彩              | - 飯沼誠司 - 皆藤愛子 - 加治将樹 - 木下優樹菜 - ギャル曽根 - 斉藤慶太 - 斉藤祥太 - 東原亜希 - 松井絵里奈 - 松本明子 - 宮川俊二 | カメレオンブラザーズ     | 今日は何色?                        |
| 第4回0部 | - 爆笑問題 - 高島彩              | - 飯沼誠司 - 皆藤愛子 - 加治将樹 - 木下優樹菜 - ギャル曽根 - 斉藤慶太 - 斉藤祥太 - 東原亜希 - 松井絵里奈 - 松本明子 - 宮川俊二 | ハム                     | 天からの贈り物                     |
| 第4回0部 | - 爆笑問題 - 高島彩              | - 飯沼誠司 - 皆藤愛子 - 加治将樹 - 木下優樹菜 - ギャル曽根 - 斉藤慶太 - 斉藤祥太 - 東原亜希 - 松井絵里奈 - 松本明子 - 宮川俊二 | 増谷キートン             | 劇薬キワモノ芸人                   |
| 第4回0部 | - 爆笑問題 - 高島彩              | - 飯沼誠司 - 皆藤愛子 - 加治将樹 - 木下優樹菜 - ギャル曽根 - 斉藤慶太 - 斉藤祥太 - 東原亜希 - 松井絵里奈 - 松本明子 - 宮川俊二 | とろサーモン             | 熊も喰いつくこの旨さ               |
| 第4回0部 | - 爆笑問題 - 高島彩              | - 飯沼誠司 - 皆藤愛子 - 加治将樹 - 木下優樹菜 - ギャル曽根 - 斉藤慶太 - 斉藤祥太 - 東原亜希 - 松井絵里奈 - 松本明子 - 宮川俊二 | ミュータント             | 突然変異                           |
| 第4回0部 | - 爆笑問題 - 高島彩              | - 飯沼誠司 - 皆藤愛子 - 加治将樹 - 木下優樹菜 - ギャル曽根 - 斉藤慶太 - 斉藤祥太 - 東原亜希 - 松井絵里奈 - 松本明子 - 宮川俊二 | 田代32                   | 笑ってもらうと助かります           |
| 第4回0部 | - 爆笑問題 - 高島彩              | - 飯沼誠司 - 皆藤愛子 - 加治将樹 - 木下優樹菜 - ギャル曽根 - 斉藤慶太 - 斉藤祥太 - 東原亜希 - 松井絵里奈 - 松本明子 - 宮川俊二 | Span!                    | ナニワのバカヤロー                 |
| 第4回0部 | - 爆笑問題 - 高島彩              | - 飯沼誠司 - 皆藤愛子 - 加治将樹 - 木下優樹菜 - ギャル曽根 - 斉藤慶太 - 斉藤祥太 - 東原亜希 - 松井絵里奈 - 松本明子 - 宮川俊二 | 高橋工房                 | お笑い特許出願中                   |
| 第4回0部 | - 爆笑問題 - 高島彩              | - 飯沼誠司 - 皆藤愛子 - 加治将樹 - 木下優樹菜 - ギャル曽根 - 斉藤慶太 - 斉藤祥太 - 東原亜希 - 松井絵里奈 - 松本明子 - 宮川俊二 | トレンディエンジェル     | まだ若いんです                     |
| 第4回0部 | - 爆笑問題 - 高島彩              | - 飯沼誠司 - 皆藤愛子 - 加治将樹 - 木下優樹菜 - ギャル曽根 - 斉藤慶太 - 斉藤祥太 - 東原亜希 - 松井絵里奈 - 松本明子 - 宮川俊二 | 少年少女                 | 止められない抜けられない           |
| 第4回0部 | - 爆笑問題 - 高島彩              | - 飯沼誠司 - 皆藤愛子 - 加治将樹 - 木下優樹菜 - ギャル曽根 - 斉藤慶太 - 斉藤祥太 - 東原亜希 - 松井絵里奈 - 松本明子 - 宮川俊二 | ヒデヨシ                 | お笑い太閤記                       |
| 第4回0部 | - 爆笑問題 - 高島彩              | - 飯沼誠司 - 皆藤愛子 - 加治将樹 - 木下優樹菜 - ギャル曽根 - 斉藤慶太 - 斉藤祥太 - 東原亜希 - 松井絵里奈 - 松本明子 - 宮川俊二 | ジャパニウム             | 仁義無き紙芝居                     |
| 第4回0部 | - 爆笑問題 - 高島彩              | - 飯沼誠司 - 皆藤愛子 - 加治将樹 - 木下優樹菜 - ギャル曽根 - 斉藤慶太 - 斉藤祥太 - 東原亜希 - 松井絵里奈 - 松本明子 - 宮川俊二 | アホマイルド             | ほどよいアホ加減                   |
| 第4回0部 | - 爆笑問題 - 高島彩              | - 飯沼誠司 - 皆藤愛子 - 加治将樹 - 木下優樹菜 - ギャル曽根 - 斉藤慶太 - 斉藤祥太 - 東原亜希 - 松井絵里奈 - 松本明子 - 宮川俊二 | タカダ・コーポレーション | 仲良し運命共同体                   |
| 第4回0部 | - 爆笑問題 - 高島彩              | - 飯沼誠司 - 皆藤愛子 - 加治将樹 - 木下優樹菜 - ギャル曽根 - 斉藤慶太 - 斉藤祥太 - 東原亜希 - 松井絵里奈 - 松本明子 - 宮川俊二 | オーノ泰広               | イタリアンダンディ                 |
| 第4回0部 | - 爆笑問題 - 高島彩              | - 飯沼誠司 - 皆藤愛子 - 加治将樹 - 木下優樹菜 - ギャル曽根 - 斉藤慶太 - 斉藤祥太 - 東原亜希 - 松井絵里奈 - 松本明子 - 宮川俊二 | 男と女                   | どつきどつかれ                     |
| 第4回0部 | - 爆笑問題 - 高島彩              | - 飯沼誠司 - 皆藤愛子 - 加治将樹 - 木下優樹菜 - ギャル曽根 - 斉藤慶太 - 斉藤祥太 - 東原亜希 - 松井絵里奈 - 松本明子 - 宮川俊二 | ななめ45°                | 直角の真ん中                       |
| 第4回0部 | - 爆笑問題 - 高島彩              | - 飯沼誠司 - 皆藤愛子 - 加治将樹 - 木下優樹菜 - ギャル曽根 - 斉藤慶太 - 斉藤祥太 - 東原亜希 - 松井絵里奈 - 松本明子 - 宮川俊二 | カノン                   | お正月に申し訳ありません           |
| 第4回0部 | - 爆笑問題 - 高島彩              | - 飯沼誠司 - 皆藤愛子 - 加治将樹 - 木下優樹菜 - ギャル曽根 - 斉藤慶太 - 斉藤祥太 - 東原亜希 - 松井絵里奈 - 松本明子 - 宮川俊二 | オオカミ少年             | エールよ届け                       |
| 第4回0部 | - 爆笑問題 - 高島彩              | - 飯沼誠司 - 皆藤愛子 - 加治将樹 - 木下優樹菜 - ギャル曽根 - 斉藤慶太 - 斉藤祥太 - 東原亜希 - 松井絵里奈 - 松本明子 - 宮川俊二 | U字工事                  | 栃木生まれのなまり漫才             |
| 第4回0部 | - 爆笑問題 - 高島彩              | - 飯沼誠司 - 皆藤愛子 - 加治将樹 - 木下優樹菜 - ギャル曽根 - 斉藤慶太 - 斉藤祥太 - 東原亜希 - 松井絵里奈 - 松本明子 - 宮川俊二 | あしこゆび               | 脇目も振らず                       |
| 第4回0部 | - 爆笑問題 - 高島彩              | - 飯沼誠司 - 皆藤愛子 - 加治将樹 - 木下優樹菜 - ギャル曽根 - 斉藤慶太 - 斉藤祥太 - 東原亜希 - 松井絵里奈 - 松本明子 - 宮川俊二 | DJきーぽん               | 独立系ラジオステーション           |
| 第4回0部 | - 爆笑問題 - 高島彩              | - 飯沼誠司 - 皆藤愛子 - 加治将樹 - 木下優樹菜 - ギャル曽根 - 斉藤慶太 - 斉藤祥太 - 東原亜希 - 松井絵里奈 - 松本明子 - 宮川俊二 | 天竺鼠                   | 目指せ楽園                         |
| 第4回0部 | - 爆笑問題 - 高島彩              | - 飯沼誠司 - 皆藤愛子 - 加治将樹 - 木下優樹菜 - ギャル曽根 - 斉藤慶太 - 斉藤祥太 - 東原亜希 - 松井絵里奈 - 松本明子 - 宮川俊二 | バカトケムリ             | 高い所大好き                       |
| 第4回0部 | - 爆笑問題 - 高島彩              | - 飯沼誠司 - 皆藤愛子 - 加治将樹 - 木下優樹菜 - ギャル曽根 - 斉藤慶太 - 斉藤祥太 - 東原亜希 - 松井絵里奈 - 松本明子 - 宮川俊二 | チョップリン             | 孤高のコント職人                   |
| 第4回0部 | - 爆笑問題 - 高島彩              | - 飯沼誠司 - 皆藤愛子 - 加治将樹 - 木下優樹菜 - ギャル曽根 - 斉藤慶太 - 斉藤祥太 - 東原亜希 - 松井絵里奈 - 松本明子 - 宮川俊二 | イシバシハザマ           | まさかまさかの                     |
| 第4回0部 | - 爆笑問題 - 高島彩              | - 飯沼誠司 - 皆藤愛子 - 加治将樹 - 木下優樹菜 - ギャル曽根 - 斉藤慶太 - 斉藤祥太 - 東原亜希 - 松井絵里奈 - 松本明子 - 宮川俊二 | 南国姉妹                 | ハイトーンつっこみ                 |
| 第4回0部 | - 爆笑問題 - 高島彩              | - 飯沼誠司 - 皆藤愛子 - 加治将樹 - 木下優樹菜 - ギャル曽根 - 斉藤慶太 - 斉藤祥太 - 東原亜希 - 松井絵里奈 - 松本明子 - 宮川俊二 | 佐久間一行               | 勝手にシング・ア・ソング           |
| 第4回0部 | - 爆笑問題 - 高島彩              | - 飯沼誠司 - 皆藤愛子 - 加治将樹 - 木下優樹菜 - ギャル曽根 - 斉藤慶太 - 斉藤祥太 - 東原亜希 - 松井絵里奈 - 松本明子 - 宮川俊二 | 瞬間メタル               | 自分、不器用ですから               |
| 第4回0部 | - 爆笑問題 - 高島彩              | - 飯沼誠司 - 皆藤愛子 - 加治将樹 - 木下優樹菜 - ギャル曽根 - 斉藤慶太 - 斉藤祥太 - 東原亜希 - 松井絵里奈 - 松本明子 - 宮川俊二 | 山崎智                   | 笑いの兼業農家                     |
| 第4回0部 | - 爆笑問題 - 高島彩              | - 飯沼誠司 - 皆藤愛子 - 加治将樹 - 木下優樹菜 - ギャル曽根 - 斉藤慶太 - 斉藤祥太 - 東原亜希 - 松井絵里奈 - 松本明子 - 宮川俊二 | 宴人                     | さあ、宴の始まりだ!                |
| 第4回0部 | - 爆笑問題 - 高島彩              | - 飯沼誠司 - 皆藤愛子 - 加治将樹 - 木下優樹菜 - ギャル曽根 - 斉藤慶太 - 斉藤祥太 - 東原亜希 - 松井絵里奈 - 松本明子 - 宮川俊二 | いとうあさこ             | 私 前しかみえないの                |
| 第4回0部 | - 爆笑問題 - 高島彩              | - 飯沼誠司 - 皆藤愛子 - 加治将樹 - 木下優樹菜 - ギャル曽根 - 斉藤慶太 - 斉藤祥太 - 東原亜希 - 松井絵里奈 - 松本明子 - 宮川俊二 | ガリガリガリクソン       | 太っているのに                     |
| 第4回0部 | - 爆笑問題 - 高島彩              | - 飯沼誠司 - 皆藤愛子 - 加治将樹 - 木下優樹菜 - ギャル曽根 - 斉藤慶太 - 斉藤祥太 - 東原亜希 - 松井絵里奈 - 松本明子 - 宮川俊二 | 弾丸ジャッキー           | 撃って撃って撃ちまくれ!            |
| 第4回0部 | - 爆笑問題 - 高島彩              | - 飯沼誠司 - 皆藤愛子 - 加治将樹 - 木下優樹菜 - ギャル曽根 - 斉藤慶太 - 斉藤祥太 - 東原亜希 - 松井絵里奈 - 松本明子 - 宮川俊二 | やまもとまさみ           | ひとりつっこみ劇場                 |
| 第4回0部 | - 爆笑問題 - 高島彩              | - 飯沼誠司 - 皆藤愛子 - 加治将樹 - 木下優樹菜 - ギャル曽根 - 斉藤慶太 - 斉藤祥太 - 東原亜希 - 松井絵里奈 - 松本明子 - 宮川俊二 | チーモンチョーチュウ     | いろいろ修行中                     |
| 第4回0部 | - 爆笑問題 - 高島彩              | - 飯沼誠司 - 皆藤愛子 - 加治将樹 - 木下優樹菜 - ギャル曽根 - 斉藤慶太 - 斉藤祥太 - 東原亜希 - 松井絵里奈 - 松本明子 - 宮川俊二 | 若井おさむ               | 燃え上がれガンダム                 |
| 第4回0部 | - 爆笑問題 - 高島彩              | - 飯沼誠司 - 皆藤愛子 - 加治将樹 - 木下優樹菜 - ギャル曽根 - 斉藤慶太 - 斉藤祥太 - 東原亜希 - 松井絵里奈 - 松本明子 - 宮川俊二 | 春田和幸                 | 小さなキャプテン オブ ザ シップ    |
| 第4回0部 | - 爆笑問題 - 高島彩              | - 飯沼誠司 - 皆藤愛子 - 加治将樹 - 木下優樹菜 - ギャル曽根 - 斉藤慶太 - 斉藤祥太 - 東原亜希 - 松井絵里奈 - 松本明子 - 宮川俊二 | 若月                     | ちょっとおバカな元ヤン兄弟         |
| 第4回0部 | - 爆笑問題 - 高島彩              | - 飯沼誠司 - 皆藤愛子 - 加治将樹 - 木下優樹菜 - ギャル曽根 - 斉藤慶太 - 斉藤祥太 - 東原亜希 - 松井絵里奈 - 松本明子 - 宮川俊二 | しんご☆くん              | オカマじゃないの オトメなの        |
| 第4回0部 | - 爆笑問題 - 高島彩              | - 飯沼誠司 - 皆藤愛子 - 加治将樹 - 木下優樹菜 - ギャル曽根 - 斉藤慶太 - 斉藤祥太 - 東原亜希 - 松井絵里奈 - 松本明子 - 宮川俊二 | ザ・ゴールデンゴールデン | 黄金のトライアングル               |
| 第4回0部 | - 爆笑問題 - 高島彩              | - 飯沼誠司 - 皆藤愛子 - 加治将樹 - 木下優樹菜 - ギャル曽根 - 斉藤慶太 - 斉藤祥太 - 東原亜希 - 松井絵里奈 - 松本明子 - 宮川俊二 | OH!ルーシー              | 赤羽の貴婦人                       |
| 第4回0部 | - 爆笑問題 - 高島彩              | - 飯沼誠司 - 皆藤愛子 - 加治将樹 - 木下優樹菜 - ギャル曽根 - 斉藤慶太 - 斉藤祥太 - 東原亜希 - 松井絵里奈 - 松本明子 - 宮川俊二 | まえだまえだ             | 最年少漫才チルドレン               |
| 第4回0部 | - 爆笑問題 - 高島彩              | - 飯沼誠司 - 皆藤愛子 - 加治将樹 - 木下優樹菜 - ギャル曽根 - 斉藤慶太 - 斉藤祥太 - 東原亜希 - 松井絵里奈 - 松本明子 - 宮川俊二 | アームストロング         | 豪腕炸裂                           |
| 第4回0部 | - 爆笑問題 - 高島彩              | - 飯沼誠司 - 皆藤愛子 - 加治将樹 - 木下優樹菜 - ギャル曽根 - 斉藤慶太 - 斉藤祥太 - 東原亜希 - 松井絵里奈 - 松本明子 - 宮川俊二 | ぼれろ                   | 奏でろ!                            |
| 第4回0部 | - 爆笑問題 - 高島彩              | - 飯沼誠司 - 皆藤愛子 - 加治将樹 - 木下優樹菜 - ギャル曽根 - 斉藤慶太 - 斉藤祥太 - 東原亜希 - 松井絵里奈 - 松本明子 - 宮川俊二 | 花香芳秋                 | お笑い一世風靡                     |
| 第4回0部 | - 爆笑問題 - 高島彩              | - 飯沼誠司 - 皆藤愛子 - 加治将樹 - 木下優樹菜 - ギャル曽根 - 斉藤慶太 - 斉藤祥太 - 東原亜希 - 松井絵里奈 - 松本明子 - 宮川俊二 | ガリバートンネル         | 掘って掘って掘りまくれ!            |
| 第4回0部 | - 爆笑問題 - 高島彩              | - 飯沼誠司 - 皆藤愛子 - 加治将樹 - 木下優樹菜 - ギャル曽根 - 斉藤慶太 - 斉藤祥太 - 東原亜希 - 松井絵里奈 - 松本明子 - 宮川俊二 | 猫ひろし                 | ギャグでねずみを捕まえろ           |
| 第4回0部 | - 爆笑問題 - 高島彩              | - 飯沼誠司 - 皆藤愛子 - 加治将樹 - 木下優樹菜 - ギャル曽根 - 斉藤慶太 - 斉藤祥太 - 東原亜希 - 松井絵里奈 - 松本明子 - 宮川俊二 | ロシアンモンキー         | お笑い孫悟空                       |
| 第4回0部 | - 爆笑問題 - 高島彩              | - 飯沼誠司 - 皆藤愛子 - 加治将樹 - 木下優樹菜 - ギャル曽根 - 斉藤慶太 - 斉藤祥太 - 東原亜希 - 松井絵里奈 - 松本明子 - 宮川俊二 | マウンテルヒル           | 笑いの丘を越えていこう             |
| 第4回0部 | - 爆笑問題 - 高島彩              | - 飯沼誠司 - 皆藤愛子 - 加治将樹 - 木下優樹菜 - ギャル曽根 - 斉藤慶太 - 斉藤祥太 - 東原亜希 - 松井絵里奈 - 松本明子 - 宮川俊二 | はんにゃ                 | ヘタレん坊将軍                     |
| 第4回0部 | - 爆笑問題 - 高島彩              | - 飯沼誠司 - 皆藤愛子 - 加治将樹 - 木下優樹菜 - ギャル曽根 - 斉藤慶太 - 斉藤祥太 - 東原亜希 - 松井絵里奈 - 松本明子 - 宮川俊二 | ものいい                 | 時間いっぱい 待ったなし            |
| 第4回0部 | - 爆笑問題 - 高島彩              | - 飯沼誠司 - 皆藤愛子 - 加治将樹 - 木下優樹菜 - ギャル曽根 - 斉藤慶太 - 斉藤祥太 - 東原亜希 - 松井絵里奈 - 松本明子 - 宮川俊二 | HEY!たくちゃん           | アゴははずさないでください         |
| 第4回0部 | - 爆笑問題 - 高島彩              | - 飯沼誠司 - 皆藤愛子 - 加治将樹 - 木下優樹菜 - ギャル曽根 - 斉藤慶太 - 斉藤祥太 - 東原亜希 - 松井絵里奈 - 松本明子 - 宮川俊二 | ギャロップ               | 頭上で輝くローリングサンダー       |
| 第4回0部 | - 爆笑問題 - 高島彩              | - 飯沼誠司 - 皆藤愛子 - 加治将樹 - 木下優樹菜 - ギャル曽根 - 斉藤慶太 - 斉藤祥太 - 東原亜希 - 松井絵里奈 - 松本明子 - 宮川俊二 | くじら (タレント)        | 釣りものまね名人                   |
| 第4回0部 | - 爆笑問題 - 高島彩              | - 飯沼誠司 - 皆藤愛子 - 加治将樹 - 木下優樹菜 - ギャル曽根 - 斉藤慶太 - 斉藤祥太 - 東原亜希 - 松井絵里奈 - 松本明子 - 宮川俊二 | 天津 (お笑いコンビ)      | オタク系萌え萌え漫才               |
| 第4回0部 | - 爆笑問題 - 高島彩              | - 飯沼誠司 - 皆藤愛子 - 加治将樹 - 木下優樹菜 - ギャル曽根 - 斉藤慶太 - 斉藤祥太 - 東原亜希 - 松井絵里奈 - 松本明子 - 宮川俊二 | オジンオズボーン         | いたずらやんちゃ漫才               |
| 第4回0部 | - 爆笑問題 - 高島彩              | - 飯沼誠司 - 皆藤愛子 - 加治将樹 - 木下優樹菜 - ギャル曽根 - 斉藤慶太 - 斉藤祥太 - 東原亜希 - 松井絵里奈 - 松本明子 - 宮川俊二 | 鈴木つかさ               | プラン9からの（新たな）刺客        |
| 第4回1部 | - 爆笑問題 - 高島彩              | - 飯沼誠司 - 皆藤愛子 - 加治将樹 - 木下優樹菜 - ギャル曽根 - 斉藤慶太 - 斉藤祥太 - 東原亜希 - 松井絵里奈 - 松本明子 - 宮川俊二 | EE男                     | 笑いしたたる                       |
| 第4回1部 | - 爆笑問題 - 高島彩              | - 飯沼誠司 - 皆藤愛子 - 加治将樹 - 木下優樹菜 - ギャル曽根 - 斉藤慶太 - 斉藤祥太 - 東原亜希 - 松井絵里奈 - 松本明子 - 宮川俊二 | えんにち                 | 坊ちゃん嬢ちゃん寄っといで         |
| 第4回1部 | - 爆笑問題 - 高島彩              | - 飯沼誠司 - 皆藤愛子 - 加治将樹 - 木下優樹菜 - ギャル曽根 - 斉藤慶太 - 斉藤祥太 - 東原亜希 - 松井絵里奈 - 松本明子 - 宮川俊二 | 山本高広                 | 笑いは現場で起こってるんだ!        |
| 第4回1部 | - 爆笑問題 - 高島彩              | - 飯沼誠司 - 皆藤愛子 - 加治将樹 - 木下優樹菜 - ギャル曽根 - 斉藤慶太 - 斉藤祥太 - 東原亜希 - 松井絵里奈 - 松本明子 - 宮川俊二 | ザ・パンチ               | けなしの衝撃                       |
| 第4回1部 | - 爆笑問題 - 高島彩              | - 飯沼誠司 - 皆藤愛子 - 加治将樹 - 木下優樹菜 - ギャル曽根 - 斉藤慶太 - 斉藤祥太 - 東原亜希 - 松井絵里奈 - 松本明子 - 宮川俊二 | 磁石                     | 引き寄せろ!                        |
| 第4回1部 | - 爆笑問題 - 高島彩              | - 飯沼誠司 - 皆藤愛子 - 加治将樹 - 木下優樹菜 - ギャル曽根 - 斉藤慶太 - 斉藤祥太 - 東原亜希 - 松井絵里奈 - 松本明子 - 宮川俊二 | 2丁拳銃                  | 乱れ撃ちのブルース                 |
| 第4回1部 | - 爆笑問題 - 高島彩              | - 飯沼誠司 - 皆藤愛子 - 加治将樹 - 木下優樹菜 - ギャル曽根 - 斉藤慶太 - 斉藤祥太 - 東原亜希 - 松井絵里奈 - 松本明子 - 宮川俊二 | チョコレートプラネット   | スイート系カカオ惑星               |
| 第4回1部 | - 爆笑問題 - 高島彩              | - 飯沼誠司 - 皆藤愛子 - 加治将樹 - 木下優樹菜 - ギャル曽根 - 斉藤慶太 - 斉藤祥太 - 東原亜希 - 松井絵里奈 - 松本明子 - 宮川俊二 | ハマカーン               | 浜谷神田で                         |
| 第4回1部 | - 爆笑問題 - 高島彩              | - 飯沼誠司 - 皆藤愛子 - 加治将樹 - 木下優樹菜 - ギャル曽根 - 斉藤慶太 - 斉藤祥太 - 東原亜希 - 松井絵里奈 - 松本明子 - 宮川俊二 | つぶやきシロー           | お正月ってめでたいよね             |
| 第4回1部 | - 爆笑問題 - 高島彩              | - 飯沼誠司 - 皆藤愛子 - 加治将樹 - 木下優樹菜 - ギャル曽根 - 斉藤慶太 - 斉藤祥太 - 東原亜希 - 松井絵里奈 - 松本明子 - 宮川俊二 | 長井秀和                 |                                    |
| 第4回1部 | - 爆笑問題 - 高島彩              | - 飯沼誠司 - 皆藤愛子 - 加治将樹 - 木下優樹菜 - ギャル曽根 - 斉藤慶太 - 斉藤祥太 - 東原亜希 - 松井絵里奈 - 松本明子 - 宮川俊二 | モエヤン                 | 踊れ!下北歌劇団                    |
| 第4回1部 | - 爆笑問題 - 高島彩              | - 飯沼誠司 - 皆藤愛子 - 加治将樹 - 木下優樹菜 - ギャル曽根 - 斉藤慶太 - 斉藤祥太 - 東原亜希 - 松井絵里奈 - 松本明子 - 宮川俊二 | チャド・マレーン         | オーストラリアからのお笑い留学生   |
| 第4回1部 | - 爆笑問題 - 高島彩              | - 飯沼誠司 - 皆藤愛子 - 加治将樹 - 木下優樹菜 - ギャル曽根 - 斉藤慶太 - 斉藤祥太 - 東原亜希 - 松井絵里奈 - 松本明子 - 宮川俊二 | 5番6番                   | 目指せ!笑いの4番バッター           |
| 第4回1部 | - 爆笑問題 - 高島彩              | - 飯沼誠司 - 皆藤愛子 - 加治将樹 - 木下優樹菜 - ギャル曽根 - 斉藤慶太 - 斉藤祥太 - 東原亜希 - 松井絵里奈 - 松本明子 - 宮川俊二 | ピース                   | コントは地球を救う                 |
| 第4回1部 | - 爆笑問題 - 高島彩              | - 飯沼誠司 - 皆藤愛子 - 加治将樹 - 木下優樹菜 - ギャル曽根 - 斉藤慶太 - 斉藤祥太 - 東原亜希 - 松井絵里奈 - 松本明子 - 宮川俊二 | ロッチ                   | あっちこっち                       |
| 第4回1部 | - 爆笑問題 - 高島彩              | - 飯沼誠司 - 皆藤愛子 - 加治将樹 - 木下優樹菜 - ギャル曽根 - 斉藤慶太 - 斉藤祥太 - 東原亜希 - 松井絵里奈 - 松本明子 - 宮川俊二 | トップリード             | 最前線を突っ走れ!                  |
| 第4回1部 | - 爆笑問題 - 高島彩              | - 飯沼誠司 - 皆藤愛子 - 加治将樹 - 木下優樹菜 - ギャル曽根 - 斉藤慶太 - 斉藤祥太 - 東原亜希 - 松井絵里奈 - 松本明子 - 宮川俊二 | イワイガワ               | 輝け!中年の星                      |
| 第4回1部 | - 爆笑問題 - 高島彩              | - 飯沼誠司 - 皆藤愛子 - 加治将樹 - 木下優樹菜 - ギャル曽根 - 斉藤慶太 - 斉藤祥太 - 東原亜希 - 松井絵里奈 - 松本明子 - 宮川俊二 | はなわ                   | 佐賀もどげんかせんといかん         |
| 第4回1部 | - 爆笑問題 - 高島彩              | - 飯沼誠司 - 皆藤愛子 - 加治将樹 - 木下優樹菜 - ギャル曽根 - 斉藤慶太 - 斉藤祥太 - 東原亜希 - 松井絵里奈 - 松本明子 - 宮川俊二 | パッション屋良           | 情熱的なお兄さん                   |
| 第4回1部 | - 爆笑問題 - 高島彩              | - 飯沼誠司 - 皆藤愛子 - 加治将樹 - 木下優樹菜 - ギャル曽根 - 斉藤慶太 - 斉藤祥太 - 東原亜希 - 松井絵里奈 - 松本明子 - 宮川俊二 | 鎌鼬                     | 道頓堀の韓流スター                 |
| 第4回1部 | - 爆笑問題 - 高島彩              | - 飯沼誠司 - 皆藤愛子 - 加治将樹 - 木下優樹菜 - ギャル曽根 - 斉藤慶太 - 斉藤祥太 - 東原亜希 - 松井絵里奈 - 松本明子 - 宮川俊二 | あべこうじ               | 口先ペラペラ漫談                   |
| 第4回1部 | - 爆笑問題 - 高島彩              | - 飯沼誠司 - 皆藤愛子 - 加治将樹 - 木下優樹菜 - ギャル曽根 - 斉藤慶太 - 斉藤祥太 - 東原亜希 - 松井絵里奈 - 松本明子 - 宮川俊二 | NON STYLE                | 浪速のフリーダム漫才               |
| 第4回1部 | - 爆笑問題 - 高島彩              | - 飯沼誠司 - 皆藤愛子 - 加治将樹 - 木下優樹菜 - ギャル曽根 - 斉藤慶太 - 斉藤祥太 - 東原亜希 - 松井絵里奈 - 松本明子 - 宮川俊二 | パラシュート部隊         | カーペット初上陸                   |
| 第4回1部 | - 爆笑問題 - 高島彩              | - 飯沼誠司 - 皆藤愛子 - 加治将樹 - 木下優樹菜 - ギャル曽根 - 斉藤慶太 - 斉藤祥太 - 東原亜希 - 松井絵里奈 - 松本明子 - 宮川俊二 | エド・はるみ             | 芸歴2年でも貫禄はグゥー            |
| 第4回1部 | - 爆笑問題 - 高島彩              | - 飯沼誠司 - 皆藤愛子 - 加治将樹 - 木下優樹菜 - ギャル曽根 - 斉藤慶太 - 斉藤祥太 - 東原亜希 - 松井絵里奈 - 松本明子 - 宮川俊二 | サカイスト               | 僕たち兄弟なんです                 |
| 第4回1部 | - 爆笑問題 - 高島彩              | - 飯沼誠司 - 皆藤愛子 - 加治将樹 - 木下優樹菜 - ギャル曽根 - 斉藤慶太 - 斉藤祥太 - 東原亜希 - 松井絵里奈 - 松本明子 - 宮川俊二 | 安井順平                 | あぁ 切ないなぁ                    |
| 第4回1部 | - 爆笑問題 - 高島彩              | - 飯沼誠司 - 皆藤愛子 - 加治将樹 - 木下優樹菜 - ギャル曽根 - 斉藤慶太 - 斉藤祥太 - 東原亜希 - 松井絵里奈 - 松本明子 - 宮川俊二 | ジョイマン               | クセになる脱力系ラップ             |
| 第4回1部 | - 爆笑問題 - 高島彩              | - 飯沼誠司 - 皆藤愛子 - 加治将樹 - 木下優樹菜 - ギャル曽根 - 斉藤慶太 - 斉藤祥太 - 東原亜希 - 松井絵里奈 - 松本明子 - 宮川俊二 | クワバタオハラ           | 女芸人サバイバー                   |
| 第4回1部 | - 爆笑問題 - 高島彩              | - 飯沼誠司 - 皆藤愛子 - 加治将樹 - 木下優樹菜 - ギャル曽根 - 斉藤慶太 - 斉藤祥太 - 東原亜希 - 松井絵里奈 - 松本明子 - 宮川俊二 | タイムマシーン3号        | チャーシュー漫才                   |
| 第4回1部 | - 爆笑問題 - 高島彩              | - 飯沼誠司 - 皆藤愛子 - 加治将樹 - 木下優樹菜 - ギャル曽根 - 斉藤慶太 - 斉藤祥太 - 東原亜希 - 松井絵里奈 - 松本明子 - 宮川俊二 | なかやまきんに君         | 逆輸入マッスル                     |
| 第4回1部 | - 爆笑問題 - 高島彩              | - 飯沼誠司 - 皆藤愛子 - 加治将樹 - 木下優樹菜 - ギャル曽根 - 斉藤慶太 - 斉藤祥太 - 東原亜希 - 松井絵里奈 - 松本明子 - 宮川俊二 | ニブンノゴ!              | いたずらっ子、世にはばかれ!        |
| 第4回1部 | - 爆笑問題 - 高島彩              | - 飯沼誠司 - 皆藤愛子 - 加治将樹 - 木下優樹菜 - ギャル曽根 - 斉藤慶太 - 斉藤祥太 - 東原亜希 - 松井絵里奈 - 松本明子 - 宮川俊二 | こまつ                   | お笑いテクノポップ                 |
| 第4回1部 | - 爆笑問題 - 高島彩              | - 飯沼誠司 - 皆藤愛子 - 加治将樹 - 木下優樹菜 - ギャル曽根 - 斉藤慶太 - 斉藤祥太 - 東原亜希 - 松井絵里奈 - 松本明子 - 宮川俊二 | ダイアン                 | みなさん想像してください           |
| 第4回1部 | - 爆笑問題 - 高島彩              | - 飯沼誠司 - 皆藤愛子 - 加治将樹 - 木下優樹菜 - ギャル曽根 - 斉藤慶太 - 斉藤祥太 - 東原亜希 - 松井絵里奈 - 松本明子 - 宮川俊二 | COWCOW                   | 劇場番長 再び登場                  |
| 第4回1部 | - 爆笑問題 - 高島彩              | - 飯沼誠司 - 皆藤愛子 - 加治将樹 - 木下優樹菜 - ギャル曽根 - 斉藤慶太 - 斉藤祥太 - 東原亜希 - 松井絵里奈 - 松本明子 - 宮川俊二 | もう中学生               | ダンボールリサイクル・リサイタル   |
| 第5回    | - 中村仁美 - 中村光宏            | - 岩佐真悠子 - クリス松村 - 鈴木浩介 - 内藤剛志 - はしのえみ - 安めぐみ - 山口もえ                                             | 磁石                     | 今日も笑いを引き寄せろ             |
| 第5回    | - 中村仁美 - 中村光宏            | - 岩佐真悠子 - クリス松村 - 鈴木浩介 - 内藤剛志 - はしのえみ - 安めぐみ - 山口もえ                                             | オオカミ少年             | 叫べ!笑いの応援歌                  |
| 第5回    | - 中村仁美 - 中村光宏            | - 岩佐真悠子 - クリス松村 - 鈴木浩介 - 内藤剛志 - はしのえみ - 安めぐみ - 山口もえ                                             | いとうあさこ             | 私 前しか見えないの                |
| 第5回    | - 中村仁美 - 中村光宏            | - 岩佐真悠子 - クリス松村 - 鈴木浩介 - 内藤剛志 - はしのえみ - 安めぐみ - 山口もえ                                             | CUB&MUSI                 | お笑いファーブル昆虫記             |
| 第5回    | - 中村仁美 - 中村光宏            | - 岩佐真悠子 - クリス松村 - 鈴木浩介 - 内藤剛志 - はしのえみ - 安めぐみ - 山口もえ                                             | 響                       | おデブが奏でるハーモニー           |
| 第5回    | - 中村仁美 - 中村光宏            | - 岩佐真悠子 - クリス松村 - 鈴木浩介 - 内藤剛志 - はしのえみ - 安めぐみ - 山口もえ                                             | 田畑藤本                 | 学歴No,1漫才師                     |
| 第5回    | - 中村仁美 - 中村光宏            | - 岩佐真悠子 - クリス松村 - 鈴木浩介 - 内藤剛志 - はしのえみ - 安めぐみ - 山口もえ                                             | くじら                   | 今夜もマニアを唸らせる             |
| 第5回    | - 中村仁美 - 中村光宏            | - 岩佐真悠子 - クリス松村 - 鈴木浩介 - 内藤剛志 - はしのえみ - 安めぐみ - 山口もえ                                             | 井下好井                 | 正統派漫才のニューカマー           |
| 第5回    | - 中村仁美 - 中村光宏            | - 岩佐真悠子 - クリス松村 - 鈴木浩介 - 内藤剛志 - はしのえみ - 安めぐみ - 山口もえ                                             | ゴー☆ジャス              | パイレーツ・オブ・コスモ           |
| 第5回    | - 中村仁美 - 中村光宏            | - 岩佐真悠子 - クリス松村 - 鈴木浩介 - 内藤剛志 - はしのえみ - 安めぐみ - 山口もえ                                             | プラスマイナス           | やかましいほど気持ちいい           |
| 第5回    | - 中村仁美 - 中村光宏            | - 岩佐真悠子 - クリス松村 - 鈴木浩介 - 内藤剛志 - はしのえみ - 安めぐみ - 山口もえ                                             | ハマカーン               | 正統派漫才の旗手                   |
| 第5回    | - 中村仁美 - 中村光宏            | - 岩佐真悠子 - クリス松村 - 鈴木浩介 - 内藤剛志 - はしのえみ - 安めぐみ - 山口もえ                                             | いがわゆり蚊             | あなたのハートひと刺しします       |
| 第5回    | - 中村仁美 - 中村光宏            | - 岩佐真悠子 - クリス松村 - 鈴木浩介 - 内藤剛志 - はしのえみ - 安めぐみ - 山口もえ                                             | 勝山梶                   | コンビで登場                       |
| 第5回    | - 中村仁美 - 中村光宏            | - 岩佐真悠子 - クリス松村 - 鈴木浩介 - 内藤剛志 - はしのえみ - 安めぐみ - 山口もえ                                             | ヒデヨシ                 | お笑い太閤記                       |
| 第5回    | - 中村仁美 - 中村光宏            | - 岩佐真悠子 - クリス松村 - 鈴木浩介 - 内藤剛志 - はしのえみ - 安めぐみ - 山口もえ                                             | チキンジョージ           | 笑いがはばたく                     |
| 第5回    | - 中村仁美 - 中村光宏            | - 岩佐真悠子 - クリス松村 - 鈴木浩介 - 内藤剛志 - はしのえみ - 安めぐみ - 山口もえ                                             | ザ・ギース               | アーバン コント ファクトリー       |
| 第5回    | - 中村仁美 - 中村光宏            | - 岩佐真悠子 - クリス松村 - 鈴木浩介 - 内藤剛志 - はしのえみ - 安めぐみ - 山口もえ                                             | 弾丸ジャッキー           | 奇跡の身体能力コンビ               |
| 第5回    | - 中村仁美 - 中村光宏            | - 岩佐真悠子 - クリス松村 - 鈴木浩介 - 内藤剛志 - はしのえみ - 安めぐみ - 山口もえ                                             | オキシジェン             | お笑い空中殺法                     |
| 第5回    | - 中村仁美 - 中村光宏            | - 岩佐真悠子 - クリス松村 - 鈴木浩介 - 内藤剛志 - はしのえみ - 安めぐみ - 山口もえ                                             | ピーナッツパン           | お菓子の国からやってきた           |
| 第5回    | - 中村仁美 - 中村光宏            | - 岩佐真悠子 - クリス松村 - 鈴木浩介 - 内藤剛志 - はしのえみ - 安めぐみ - 山口もえ                                             | つぶやきシロー           | 哀しき男の独り言                   |
| 第5回    | - 中村仁美 - 中村光宏            | - 岩佐真悠子 - クリス松村 - 鈴木浩介 - 内藤剛志 - はしのえみ - 安めぐみ - 山口もえ                                             | 花香芳秋                 | お笑い一世風靡                     |
| 第5回    | - 中村仁美 - 中村光宏            | - 岩佐真悠子 - クリス松村 - 鈴木浩介 - 内藤剛志 - はしのえみ - 安めぐみ - 山口もえ                                             | ダブルブッキング         | 重なり合う笑い                     |
| 第5回    | - 中村仁美 - 中村光宏            | - 岩佐真悠子 - クリス松村 - 鈴木浩介 - 内藤剛志 - はしのえみ - 安めぐみ - 山口もえ                                             | 川上じゅん               | まばたきせずに見てください         |
| 第5回    | - 中村仁美 - 中村光宏            | - 岩佐真悠子 - クリス松村 - 鈴木浩介 - 内藤剛志 - はしのえみ - 安めぐみ - 山口もえ                                             | 平成ノブシコブシ         | 破天荒侍                           |
| 第5回    | - 中村仁美 - 中村光宏            | - 岩佐真悠子 - クリス松村 - 鈴木浩介 - 内藤剛志 - はしのえみ - 安めぐみ - 山口もえ                                             | LLR                      | お笑いトワイライトゾーン           |
| 第5回    | - 中村仁美 - 中村光宏            | - 岩佐真悠子 - クリス松村 - 鈴木浩介 - 内藤剛志 - はしのえみ - 安めぐみ - 山口もえ                                             | 火災報知器               | 笑いのサイレン鳴り響く             |
| 第5回    | - 中村仁美 - 中村光宏            | - 岩佐真悠子 - クリス松村 - 鈴木浩介 - 内藤剛志 - はしのえみ - 安めぐみ - 山口もえ                                             | アンダーソン             | お手柔らかにお願いします           |
| 第5回    | - 中村仁美 - 中村光宏            | - 岩佐真悠子 - クリス松村 - 鈴木浩介 - 内藤剛志 - はしのえみ - 安めぐみ - 山口もえ                                             | 安井順平                 | 孤独な男の千変万化                 |
| 第5回    | - 中村仁美 - 中村光宏            | - 岩佐真悠子 - クリス松村 - 鈴木浩介 - 内藤剛志 - はしのえみ - 安めぐみ - 山口もえ                                             | マウンテンバレー         | お笑いあすなろ白書                 |
| 第5回    | - 中村仁美 - 中村光宏            | - 岩佐真悠子 - クリス松村 - 鈴木浩介 - 内藤剛志 - はしのえみ - 安めぐみ - 山口もえ                                             | ミスマッチグルメ         | きっと美味しくいただけます         |
| 第5回    | - 中村仁美 - 中村光宏            | - 岩佐真悠子 - クリス松村 - 鈴木浩介 - 内藤剛志 - はしのえみ - 安めぐみ - 山口もえ                                             | ザ・ゴールデンゴールデン | 黄金のトライアングル               |
| 第5回    | - 中村仁美 - 中村光宏            | - 岩佐真悠子 - クリス松村 - 鈴木浩介 - 内藤剛志 - はしのえみ - 安めぐみ - 山口もえ                                             | 江戸むらさき             | 天下泰平                           |
| 第5回    | - 中村仁美 - 中村光宏            | - 岩佐真悠子 - クリス松村 - 鈴木浩介 - 内藤剛志 - はしのえみ - 安めぐみ - 山口もえ                                             | 姫ちゃん                 | 現役フロアレディー芸人             |
| 第5回    | - 中村仁美 - 中村光宏            | - 岩佐真悠子 - クリス松村 - 鈴木浩介 - 内藤剛志 - はしのえみ - 安めぐみ - 山口もえ                                             | チーモンチョーチュウ     | ハマっちゃう人急増中               |
| 第5回    | - 中村仁美 - 中村光宏            | - 岩佐真悠子 - クリス松村 - 鈴木浩介 - 内藤剛志 - はしのえみ - 安めぐみ - 山口もえ                                             | ナナイロ                 | 笑いに架かる虹の橋                 |
| 第5回    | - 中村仁美 - 中村光宏            | - 岩佐真悠子 - クリス松村 - 鈴木浩介 - 内藤剛志 - はしのえみ - 安めぐみ - 山口もえ                                             | アルコ&ピース            | 摩訶不思議シアター                 |
| 第5回    | - 中村仁美 - 中村光宏            | - 岩佐真悠子 - クリス松村 - 鈴木浩介 - 内藤剛志 - はしのえみ - 安めぐみ - 山口もえ                                             | 川村エミコ               | 悲しい女のうらみ節                 |
| 第5回    | - 中村仁美 - 中村光宏            | - 岩佐真悠子 - クリス松村 - 鈴木浩介 - 内藤剛志 - はしのえみ - 安めぐみ - 山口もえ                                             | カノン                   | この一瞬プライスレス               |
| 第5回    | - 中村仁美 - 中村光宏            | - 岩佐真悠子 - クリス松村 - 鈴木浩介 - 内藤剛志 - はしのえみ - 安めぐみ - 山口もえ                                             | 風藤松原                 | こんな世の中 ヤダねぇ～            |
| 第5回    | - 中村仁美 - 中村光宏            | - 岩佐真悠子 - クリス松村 - 鈴木浩介 - 内藤剛志 - はしのえみ - 安めぐみ - 山口もえ                                             | ビーグル38               | 今夜も大御所出番です               |
| 第5回    | - 中村仁美 - 中村光宏            | - 岩佐真悠子 - クリス松村 - 鈴木浩介 - 内藤剛志 - はしのえみ - 安めぐみ - 山口もえ                                             | チャド・マレーン         | オーストラリアからのお笑い留学生   |
| 第5回    | - 中村仁美 - 中村光宏            | - 岩佐真悠子 - クリス松村 - 鈴木浩介 - 内藤剛志 - はしのえみ - 安めぐみ - 山口もえ                                             | 豊 (お笑い芸人)          | 笑いの収穫祭                       |
| 第5回    | - 中村仁美 - 中村光宏            | - 岩佐真悠子 - クリス松村 - 鈴木浩介 - 内藤剛志 - はしのえみ - 安めぐみ - 山口もえ                                             | 天然もろこし             | 笑いをほおばれ!                    |
| 第5回    | - 中村仁美 - 中村光宏            | - 岩佐真悠子 - クリス松村 - 鈴木浩介 - 内藤剛志 - はしのえみ - 安めぐみ - 山口もえ                                             | 西麻布ヒルズ             | welcome to Japan                   |
| 第6回    | - 中村仁美 - 中村光宏            | - 内藤剛志 - 森公美子 - 武蔵 - 優木まおみ - 藤本美貴 - 遠藤雄弥 - 加藤沙耶香                                                   | スマイル                 | 笑顔でウ～イェイ                   |
| 第6回    | - 中村仁美 - 中村光宏            | - 内藤剛志 - 森公美子 - 武蔵 - 優木まおみ - 藤本美貴 - 遠藤雄弥 - 加藤沙耶香                                                   | えんにち                 | 坊ちゃん嬢ちゃん寄っといで         |
| 第6回    | - 中村仁美 - 中村光宏            | - 内藤剛志 - 森公美子 - 武蔵 - 優木まおみ - 藤本美貴 - 遠藤雄弥 - 加藤沙耶香                                                   | ノンスモーキン           | イライラ注意報                     |
| 第6回    | - 中村仁美 - 中村光宏            | - 内藤剛志 - 森公美子 - 武蔵 - 優木まおみ - 藤本美貴 - 遠藤雄弥 - 加藤沙耶香                                                   | 弾丸ジャッキー           | 奇跡の身体能力コンビ               |
| 第6回    | - 中村仁美 - 中村光宏            | - 内藤剛志 - 森公美子 - 武蔵 - 優木まおみ - 藤本美貴 - 遠藤雄弥 - 加藤沙耶香                                                   | ピース                   | ラブ&コント                        |
| 第6回    | - 中村仁美 - 中村光宏            | - 内藤剛志 - 森公美子 - 武蔵 - 優木まおみ - 藤本美貴 - 遠藤雄弥 - 加藤沙耶香                                                   | 2丁拳銃                  | 乱れ撃ちのブルース                 |
| 第6回    | - 中村仁美 - 中村光宏            | - 内藤剛志 - 森公美子 - 武蔵 - 優木まおみ - 藤本美貴 - 遠藤雄弥 - 加藤沙耶香                                                   | 朝倉小松崎               | 鳴りひびけ!笑いのギター            |
| 第6回    | - 中村仁美 - 中村光宏            | - 内藤剛志 - 森公美子 - 武蔵 - 優木まおみ - 藤本美貴 - 遠藤雄弥 - 加藤沙耶香                                                   | つぶやきシロー           | 哀しき男の独り言                   |
| 第6回    | - 中村仁美 - 中村光宏            | - 内藤剛志 - 森公美子 - 武蔵 - 優木まおみ - 藤本美貴 - 遠藤雄弥 - 加藤沙耶香                                                   | エレキコミック           | クルクル電気ショック               |
| 第6回    | - 中村仁美 - 中村光宏            | - 内藤剛志 - 森公美子 - 武蔵 - 優木まおみ - 藤本美貴 - 遠藤雄弥 - 加藤沙耶香                                                   | みょーちゃん             | 上京した哀愁芸人                   |
| 第6回    | - 中村仁美 - 中村光宏            | - 内藤剛志 - 森公美子 - 武蔵 - 優木まおみ - 藤本美貴 - 遠藤雄弥 - 加藤沙耶香                                                   | モエヤン                 | 踊れ!下北歌劇団                    |
| 第6回    | - 中村仁美 - 中村光宏            | - 内藤剛志 - 森公美子 - 武蔵 - 優木まおみ - 藤本美貴 - 遠藤雄弥 - 加藤沙耶香                                                   | 慶                       | チャラ男の道は渋谷に通ずる         |
| 第6回    | - 中村仁美 - 中村光宏            | - 内藤剛志 - 森公美子 - 武蔵 - 優木まおみ - 藤本美貴 - 遠藤雄弥 - 加藤沙耶香                                                   | ミスマッチグルメ         | お笑い1分間クッキング              |
| 第6回    | - 中村仁美 - 中村光宏            | - 内藤剛志 - 森公美子 - 武蔵 - 優木まおみ - 藤本美貴 - 遠藤雄弥 - 加藤沙耶香                                                   | ヒデヨシ                 | お笑い太閤記                       |
| 第6回    | - 中村仁美 - 中村光宏            | - 内藤剛志 - 森公美子 - 武蔵 - 優木まおみ - 藤本美貴 - 遠藤雄弥 - 加藤沙耶香                                                   | カトゥー直也             | オールウェイズ2丁目の憂鬱          |
| 第6回    | - 中村仁美 - 中村光宏            | - 内藤剛志 - 森公美子 - 武蔵 - 優木まおみ - 藤本美貴 - 遠藤雄弥 - 加藤沙耶香                                                   | オオカミ少年             | 叫べ!笑いの応援歌                  |
| 第6回    | - 中村仁美 - 中村光宏            | - 内藤剛志 - 森公美子 - 武蔵 - 優木まおみ - 藤本美貴 - 遠藤雄弥 - 加藤沙耶香                                                   | ほたるゲンジ             | いいネタ 仕入れました              |
| 第6回    | - 中村仁美 - 中村光宏            | - 内藤剛志 - 森公美子 - 武蔵 - 優木まおみ - 藤本美貴 - 遠藤雄弥 - 加藤沙耶香                                                   | カノン                   | 楽しまないともったいない           |
| 第6回    | - 中村仁美 - 中村光宏            | - 内藤剛志 - 森公美子 - 武蔵 - 優木まおみ - 藤本美貴 - 遠藤雄弥 - 加藤沙耶香                                                   | ゴー☆ジャス              | パイレーツ オブ コスモ             |
| 第6回    | - 中村仁美 - 中村光宏            | - 内藤剛志 - 森公美子 - 武蔵 - 優木まおみ - 藤本美貴 - 遠藤雄弥 - 加藤沙耶香                                                   | プラスマイナス           | やかましいほど気持ちいい           |
| 第6回    | - 中村仁美 - 中村光宏            | - 内藤剛志 - 森公美子 - 武蔵 - 優木まおみ - 藤本美貴 - 遠藤雄弥 - 加藤沙耶香                                                   | 荒ぶる神々               | 楽しいお遊戯会                     |
| 第6回    | - 中村仁美 - 中村光宏            | - 内藤剛志 - 森公美子 - 武蔵 - 優木まおみ - 藤本美貴 - 遠藤雄弥 - 加藤沙耶香                                                   | ふとっちょ☆カウボーイ    | 荒野のメタボリックガンマン         |
| 第6回    | - 中村仁美 - 中村光宏            | - 内藤剛志 - 森公美子 - 武蔵 - 優木まおみ - 藤本美貴 - 遠藤雄弥 - 加藤沙耶香                                                   | ダブルブッキング         | 重なり合う笑い                     |
| 第6回    | - 中村仁美 - 中村光宏            | - 内藤剛志 - 森公美子 - 武蔵 - 優木まおみ - 藤本美貴 - 遠藤雄弥 - 加藤沙耶香                                                   | 川村エミコ               | 悲しい女のうらみ節                 |
| 第6回    | - 中村仁美 - 中村光宏            | - 内藤剛志 - 森公美子 - 武蔵 - 優木まおみ - 藤本美貴 - 遠藤雄弥 - 加藤沙耶香                                                   | アームストロング         | 豪腕炸裂                           |
| 第6回    | - 中村仁美 - 中村光宏            | - 内藤剛志 - 森公美子 - 武蔵 - 優木まおみ - 藤本美貴 - 遠藤雄弥 - 加藤沙耶香                                                   | 山陽ピッツァ             | デコボコカップル                   |
| 第6回    | - 中村仁美 - 中村光宏            | - 内藤剛志 - 森公美子 - 武蔵 - 優木まおみ - 藤本美貴 - 遠藤雄弥 - 加藤沙耶香                                                   | ロケット団               | 山形から飛んで来ました             |
| 第6回    | - 中村仁美 - 中村光宏            | - 内藤剛志 - 森公美子 - 武蔵 - 優木まおみ - 藤本美貴 - 遠藤雄弥 - 加藤沙耶香                                                   | ハマカーン               | 打てば笑いの鐘 響く                |
| 第6回    | - 中村仁美 - 中村光宏            | - 内藤剛志 - 森公美子 - 武蔵 - 優木まおみ - 藤本美貴 - 遠藤雄弥 - 加藤沙耶香                                                   | ビーグル38               | 20世紀じいさん                     |
| 第6回    | - 中村仁美 - 中村光宏            | - 内藤剛志 - 森公美子 - 武蔵 - 優木まおみ - 藤本美貴 - 遠藤雄弥 - 加藤沙耶香                                                   | タイムマシーン3号        | チャーシュー漫才                   |
| 第6回    | - 中村仁美 - 中村光宏            | - 内藤剛志 - 森公美子 - 武蔵 - 優木まおみ - 藤本美貴 - 遠藤雄弥 - 加藤沙耶香                                                   | 若月                     | ちょっとおバカな元ヤン兄弟         |
| 第6回    | - 中村仁美 - 中村光宏            | - 内藤剛志 - 森公美子 - 武蔵 - 優木まおみ - 藤本美貴 - 遠藤雄弥 - 加藤沙耶香                                                   | スパローズ               | 魅惑のコントワールド               |
| 第6回    | - 中村仁美 - 中村光宏            | - 内藤剛志 - 森公美子 - 武蔵 - 優木まおみ - 藤本美貴 - 遠藤雄弥 - 加藤沙耶香                                                   | チョップリン             | 孤高のコント職人                   |
| 第6回    | - 中村仁美 - 中村光宏            | - 内藤剛志 - 森公美子 - 武蔵 - 優木まおみ - 藤本美貴 - 遠藤雄弥 - 加藤沙耶香                                                   | おしどり                 | 針金が結ぶ 夫婦愛                  |
| 第6回    | - 中村仁美 - 中村光宏            | - 内藤剛志 - 森公美子 - 武蔵 - 優木まおみ - 藤本美貴 - 遠藤雄弥 - 加藤沙耶香                                                   | 磁石                     | 引き寄せろ!                        |
| 第6回    | - 中村仁美 - 中村光宏            | - 内藤剛志 - 森公美子 - 武蔵 - 優木まおみ - 藤本美貴 - 遠藤雄弥 - 加藤沙耶香                                                   | ぼれろ                   | お笑い舞踏会                       |
| 第6回    | - 中村仁美 - 中村光宏            | - 内藤剛志 - 森公美子 - 武蔵 - 優木まおみ - 藤本美貴 - 遠藤雄弥 - 加藤沙耶香                                                   | 赤P-MAN                  | 韓流ダジャレマエストロ             |
| 第6回    | - 中村仁美 - 中村光宏            | - 内藤剛志 - 森公美子 - 武蔵 - 優木まおみ - 藤本美貴 - 遠藤雄弥 - 加藤沙耶香                                                   | EE男                     | 笑いしたたる                       |
| 第6回    | - 中村仁美 - 中村光宏            | - 内藤剛志 - 森公美子 - 武蔵 - 優木まおみ - 藤本美貴 - 遠藤雄弥 - 加藤沙耶香                                                   | オキシジェン             | お笑い空中殺法                     |
| 第6回    | - 中村仁美 - 中村光宏            | - 内藤剛志 - 森公美子 - 武蔵 - 優木まおみ - 藤本美貴 - 遠藤雄弥 - 加藤沙耶香                                                   | Wコロン                  | ノスタルジック漫才                 |
| 第6回    | - 中村仁美 - 中村光宏            | - 内藤剛志 - 森公美子 - 武蔵 - 優木まおみ - 藤本美貴 - 遠藤雄弥 - 加藤沙耶香                                                   | イワイガワ               | 輝け!中年の星                      |
| 第6回    | - 中村仁美 - 中村光宏            | - 内藤剛志 - 森公美子 - 武蔵 - 優木まおみ - 藤本美貴 - 遠藤雄弥 - 加藤沙耶香                                                   | トップリード             | 最前線を突っ走れ                   |
| 第6回    | - 中村仁美 - 中村光宏            | - 内藤剛志 - 森公美子 - 武蔵 - 優木まおみ - 藤本美貴 - 遠藤雄弥 - 加藤沙耶香                                                   | 鮪男                     | レアもの本日入荷                   |
| 第6回    | - 中村仁美 - 中村光宏            | - 内藤剛志 - 森公美子 - 武蔵 - 優木まおみ - 藤本美貴 - 遠藤雄弥 - 加藤沙耶香                                                   | 5番6番                   | 目指せ笑いの四番バッター           |
| 第6回    | - 中村仁美 - 中村光宏            | - 内藤剛志 - 森公美子 - 武蔵 - 優木まおみ - 藤本美貴 - 遠藤雄弥 - 加藤沙耶香                                                   | ガリットチュウ           | あなたの胸にかじりつく             |
| 第6回    | - 中村仁美 - 中村光宏            | - 内藤剛志 - 森公美子 - 武蔵 - 優木まおみ - 藤本美貴 - 遠藤雄弥 - 加藤沙耶香                                                   | 女と男                   | どつきどつかれ                     |
| 第6回    | - 中村仁美 - 中村光宏            | - 内藤剛志 - 森公美子 - 武蔵 - 優木まおみ - 藤本美貴 - 遠藤雄弥 - 加藤沙耶香                                                   | シソンヌ                 | ポーカーフェイスのメガネ芸人       |
| 第6回    | - 中村仁美 - 中村光宏            | - 内藤剛志 - 森公美子 - 武蔵 - 優木まおみ - 藤本美貴 - 遠藤雄弥 - 加藤沙耶香                                                   | サイクロンZ              | 笑いのスーパーヒーロー参上!        |
| 第6回    | - 中村仁美 - 中村光宏            | - 内藤剛志 - 森公美子 - 武蔵 - 優木まおみ - 藤本美貴 - 遠藤雄弥 - 加藤沙耶香                                                   | NON STYLE                | 浪花のフリーダム漫才               |
| 第7回    | - 高橋克実 - 遠藤玲子 - 中村光宏 | - 片岡鶴太郎 - 山寺宏一 - 麻木久仁子 - 北斗晶 - 高樹千佳子 - 大沢あかね - 清宮佑美                                             | ザ・たっち               | 目指せ!笑いの甲子園                |
| 第7回    | - 高橋克実 - 遠藤玲子 - 中村光宏 | - 片岡鶴太郎 - 山寺宏一 - 麻木久仁子 - 北斗晶 - 高樹千佳子 - 大沢あかね - 清宮佑美                                             | まえだまえだ             | 最年少漫才チルドレン               |
| 第7回    | - 高橋克実 - 遠藤玲子 - 中村光宏 | - 片岡鶴太郎 - 山寺宏一 - 麻木久仁子 - 北斗晶 - 高樹千佳子 - 大沢あかね - 清宮佑美                                             | キャン×キャン            | 吠えろ!琉球漫才                    |
| 第7回    | - 高橋克実 - 遠藤玲子 - 中村光宏 | - 片岡鶴太郎 - 山寺宏一 - 麻木久仁子 - 北斗晶 - 高樹千佳子 - 大沢あかね - 清宮佑美                                             | 花香芳秋                 | お笑い一世風靡                     |
| 第7回    | - 高橋克実 - 遠藤玲子 - 中村光宏 | - 片岡鶴太郎 - 山寺宏一 - 麻木久仁子 - 北斗晶 - 高樹千佳子 - 大沢あかね - 清宮佑美                                             | LLR                      | お笑いトワイライトゾーン           |
| 第7回    | - 高橋克実 - 遠藤玲子 - 中村光宏 | - 片岡鶴太郎 - 山寺宏一 - 麻木久仁子 - 北斗晶 - 高樹千佳子 - 大沢あかね - 清宮佑美                                             | 星野卓也                 | 止まらない言葉の連射砲             |
| 第7回    | - 高橋克実 - 遠藤玲子 - 中村光宏 | - 片岡鶴太郎 - 山寺宏一 - 麻木久仁子 - 北斗晶 - 高樹千佳子 - 大沢あかね - 清宮佑美                                             | ブラックパイナーSOS      | 激しいツッコミ合戦                 |
| 第7回    | - 高橋克実 - 遠藤玲子 - 中村光宏 | - 片岡鶴太郎 - 山寺宏一 - 麻木久仁子 - 北斗晶 - 高樹千佳子 - 大沢あかね - 清宮佑美                                             | いがわゆり蚊             | チクッと刺すわよ                   |
| 第7回    | - 高橋克実 - 遠藤玲子 - 中村光宏 | - 片岡鶴太郎 - 山寺宏一 - 麻木久仁子 - 北斗晶 - 高樹千佳子 - 大沢あかね - 清宮佑美                                             | 流れ星                   | ネタに願いを                       |
| 第7回    | - 高橋克実 - 遠藤玲子 - 中村光宏 | - 片岡鶴太郎 - 山寺宏一 - 麻木久仁子 - 北斗晶 - 高樹千佳子 - 大沢あかね - 清宮佑美                                             | 川上じゅん               | マジカル腹話術師                   |
| 第7回    | - 高橋克実 - 遠藤玲子 - 中村光宏 | - 片岡鶴太郎 - 山寺宏一 - 麻木久仁子 - 北斗晶 - 高樹千佳子 - 大沢あかね - 清宮佑美                                             | もっこすファイヤー       | 火の国から来たヘンな奴             |
| 第7回    | - 高橋克実 - 遠藤玲子 - 中村光宏 | - 片岡鶴太郎 - 山寺宏一 - 麻木久仁子 - 北斗晶 - 高樹千佳子 - 大沢あかね - 清宮佑美                                             | チョコレートプラネット   | スイート系カカオ惑星               |
| 第7回    | - 高橋克実 - 遠藤玲子 - 中村光宏 | - 片岡鶴太郎 - 山寺宏一 - 麻木久仁子 - 北斗晶 - 高樹千佳子 - 大沢あかね - 清宮佑美                                             | アメリカザリガニ         | 釣り上げてくれるの待ってます       |
| 第7回    | - 高橋克実 - 遠藤玲子 - 中村光宏 | - 片岡鶴太郎 - 山寺宏一 - 麻木久仁子 - 北斗晶 - 高樹千佳子 - 大沢あかね - 清宮佑美                                             | ジャングルポケット       | 亜熱帯小劇団                       |
| 第7回    | - 高橋克実 - 遠藤玲子 - 中村光宏 | - 片岡鶴太郎 - 山寺宏一 - 麻木久仁子 - 北斗晶 - 高樹千佳子 - 大沢あかね - 清宮佑美                                             | ストリーク               | 笑いの野球伝道師                   |
| 第7回    | - 高橋克実 - 遠藤玲子 - 中村光宏 | - 片岡鶴太郎 - 山寺宏一 - 麻木久仁子 - 北斗晶 - 高樹千佳子 - 大沢あかね - 清宮佑美                                             | 赤いプルトニウム         | 北関東勢力拡大中                   |
| 第7回    | - 高橋克実 - 遠藤玲子 - 中村光宏 | - 片岡鶴太郎 - 山寺宏一 - 麻木久仁子 - 北斗晶 - 高樹千佳子 - 大沢あかね - 清宮佑美                                             | イシバシハザマ           | そろいもそろって                   |
| 第7回    | - 高橋克実 - 遠藤玲子 - 中村光宏 | - 片岡鶴太郎 - 山寺宏一 - 麻木久仁子 - 北斗晶 - 高樹千佳子 - 大沢あかね - 清宮佑美                                             | しんのすけとシャン       | 漫才版 若さでアタック              |
| 第7回    | - 高橋克実 - 遠藤玲子 - 中村光宏 | - 片岡鶴太郎 - 山寺宏一 - 麻木久仁子 - 北斗晶 - 高樹千佳子 - 大沢あかね - 清宮佑美                                             | ホリ                     | ノーモノマネ ノーライフ            |
| 第7回    | - 高橋克実 - 遠藤玲子 - 中村光宏 | - 片岡鶴太郎 - 山寺宏一 - 麻木久仁子 - 北斗晶 - 高樹千佳子 - 大沢あかね - 清宮佑美                                             | パッチワーク             | メルヘンの世界へようこそ           |
| 第7回    | - 高橋克実 - 遠藤玲子 - 中村光宏 | - 片岡鶴太郎 - 山寺宏一 - 麻木久仁子 - 北斗晶 - 高樹千佳子 - 大沢あかね - 清宮佑美                                             | TAIGA                    | 欲求不満の武道家                   |
| 第7回    | - 高橋克実 - 遠藤玲子 - 中村光宏 | - 片岡鶴太郎 - 山寺宏一 - 麻木久仁子 - 北斗晶 - 高樹千佳子 - 大沢あかね - 清宮佑美                                             | ヴィンテージ             | 覚えてくれなきゃ困るな～           |
| 第7回    | - 高橋克実 - 遠藤玲子 - 中村光宏 | - 片岡鶴太郎 - 山寺宏一 - 麻木久仁子 - 北斗晶 - 高樹千佳子 - 大沢あかね - 清宮佑美                                             | バイきんぐ               | おもしろさ食べ放題                 |
| 第7回    | - 高橋克実 - 遠藤玲子 - 中村光宏 | - 片岡鶴太郎 - 山寺宏一 - 麻木久仁子 - 北斗晶 - 高樹千佳子 - 大沢あかね - 清宮佑美                                             | ダイノジ                 | 笑いも大きく                       |
| 第7回    | - 高橋克実 - 遠藤玲子 - 中村光宏 | - 片岡鶴太郎 - 山寺宏一 - 麻木久仁子 - 北斗晶 - 高樹千佳子 - 大沢あかね - 清宮佑美                                             | 鎌鼬                     | 道頓堀の韓流スター                 |
| 第7回    | - 高橋克実 - 遠藤玲子 - 中村光宏 | - 片岡鶴太郎 - 山寺宏一 - 麻木久仁子 - 北斗晶 - 高樹千佳子 - 大沢あかね - 清宮佑美                                             | やまもとまさみ           | 怒りのスプラッターコメディー       |
| 第7回    | - 高橋克実 - 遠藤玲子 - 中村光宏 | - 片岡鶴太郎 - 山寺宏一 - 麻木久仁子 - 北斗晶 - 高樹千佳子 - 大沢あかね - 清宮佑美                                             | ヤポンスキー             | お絵描き大好き                     |
| 第7回    | - 高橋克実 - 遠藤玲子 - 中村光宏 | - 片岡鶴太郎 - 山寺宏一 - 麻木久仁子 - 北斗晶 - 高樹千佳子 - 大沢あかね - 清宮佑美                                             | ラフ・コントロール       | この笑い制御不能                   |
| 第7回    | - 高橋克実 - 遠藤玲子 - 中村光宏 | - 片岡鶴太郎 - 山寺宏一 - 麻木久仁子 - 北斗晶 - 高樹千佳子 - 大沢あかね - 清宮佑美                                             | こまつ                   | お笑いテクノポップ                 |
| 第7回    | - 高橋克実 - 遠藤玲子 - 中村光宏 | - 片岡鶴太郎 - 山寺宏一 - 麻木久仁子 - 北斗晶 - 高樹千佳子 - 大沢あかね - 清宮佑美                                             | カナリア                 | 愉快なさえずり                     |
| 第7回    | - 高橋克実 - 遠藤玲子 - 中村光宏 | - 片岡鶴太郎 - 山寺宏一 - 麻木久仁子 - 北斗晶 - 高樹千佳子 - 大沢あかね - 清宮佑美                                             | 鳳仙花                   | 大輪の花咲かせたる!                |
| 第7回    | - 高橋克実 - 遠藤玲子 - 中村光宏 | - 片岡鶴太郎 - 山寺宏一 - 麻木久仁子 - 北斗晶 - 高樹千佳子 - 大沢あかね - 清宮佑美                                             | チーモンチョーチュウ     | ハマっちゃう人急増中               |
| 第7回    | - 高橋克実 - 遠藤玲子 - 中村光宏 | - 片岡鶴太郎 - 山寺宏一 - 麻木久仁子 - 北斗晶 - 高樹千佳子 - 大沢あかね - 清宮佑美                                             | アルコ＆ピース           | 摩訶不思議シアター                 |
| 第7回    | - 高橋克実 - 遠藤玲子 - 中村光宏 | - 片岡鶴太郎 - 山寺宏一 - 麻木久仁子 - 北斗晶 - 高樹千佳子 - 大沢あかね - 清宮佑美                                             | パンクブーブー           | 走り出したら止まらない             |
| 第7回    | - 高橋克実 - 遠藤玲子 - 中村光宏 | - 片岡鶴太郎 - 山寺宏一 - 麻木久仁子 - 北斗晶 - 高樹千佳子 - 大沢あかね - 清宮佑美                                             | アップダウン             | お笑いフォークシンガー             |
| 第7回    | - 高橋克実 - 遠藤玲子 - 中村光宏 | - 片岡鶴太郎 - 山寺宏一 - 麻木久仁子 - 北斗晶 - 高樹千佳子 - 大沢あかね - 清宮佑美                                             | 安田大サーカス           | 笑いのドラリオン                   |
| 第7回    | - 高橋克実 - 遠藤玲子 - 中村光宏 | - 片岡鶴太郎 - 山寺宏一 - 麻木久仁子 - 北斗晶 - 高樹千佳子 - 大沢あかね - 清宮佑美                                             | インスタントジョンソン   | 笑いの三位一体                     |
| 第7回    | - 高橋克実 - 遠藤玲子 - 中村光宏 | - 片岡鶴太郎 - 山寺宏一 - 麻木久仁子 - 北斗晶 - 高樹千佳子 - 大沢あかね - 清宮佑美                                             | あべこうじ               | 口先ペラペラ漫談                   |
| 第7回    | - 高橋克実 - 遠藤玲子 - 中村光宏 | - 片岡鶴太郎 - 山寺宏一 - 麻木久仁子 - 北斗晶 - 高樹千佳子 - 大沢あかね - 清宮佑美                                             | 天竺鼠                   | 目指せ楽園                         |
| 第7回    | - 高橋克実 - 遠藤玲子 - 中村光宏 | - 片岡鶴太郎 - 山寺宏一 - 麻木久仁子 - 北斗晶 - 高樹千佳子 - 大沢あかね - 清宮佑美                                             | いとうあさこ             | 私 前しか見えないの                |
| 第7回    | - 高橋克実 - 遠藤玲子 - 中村光宏 | - 片岡鶴太郎 - 山寺宏一 - 麻木久仁子 - 北斗晶 - 高樹千佳子 - 大沢あかね - 清宮佑美                                             | 平成ノブシコブシ         | 破天荒侍                           |
| 第7回    | - 高橋克実 - 遠藤玲子 - 中村光宏 | - 片岡鶴太郎 - 山寺宏一 - 麻木久仁子 - 北斗晶 - 高樹千佳子 - 大沢あかね - 清宮佑美                                             | Bコース                  | トリオ・ザ・ポップ                 |
| 第7回    | - 高橋克実 - 遠藤玲子 - 中村光宏 | - 片岡鶴太郎 - 山寺宏一 - 麻木久仁子 - 北斗晶 - 高樹千佳子 - 大沢あかね - 清宮佑美                                             | 姫ちゃん                 | 現役フロアレディー                 |
| 第7回    | - 高橋克実 - 遠藤玲子 - 中村光宏 | - 片岡鶴太郎 - 山寺宏一 - 麻木久仁子 - 北斗晶 - 高樹千佳子 - 大沢あかね - 清宮佑美                                             | ザ・ギース               | アーバン コント ファクトリー       |
| 第7回    | - 高橋克実 - 遠藤玲子 - 中村光宏 | - 片岡鶴太郎 - 山寺宏一 - 麻木久仁子 - 北斗晶 - 高樹千佳子 - 大沢あかね - 清宮佑美                                             | 渡辺直美                 | これが日本のビヨンセ               |
| 第7回    | - 高橋克実 - 遠藤玲子 - 中村光宏 | - 片岡鶴太郎 - 山寺宏一 - 麻木久仁子 - 北斗晶 - 高樹千佳子 - 大沢あかね - 清宮佑美                                             | ニブンノゴ!              | いたずらっ子 世にはばかれ          |
| 第7回    | - 高橋克実 - 遠藤玲子 - 中村光宏 | - 片岡鶴太郎 - 山寺宏一 - 麻木久仁子 - 北斗晶 - 高樹千佳子 - 大沢あかね - 清宮佑美                                             | ガリガリガリクソン       | 働け!ニート漫談                    |

## MVP（モスト・バリュアブル・ピンクカーペット）
今夜一番楽しませてくれた芸人に贈る賞として、第2回目放送より実施。決める審査員はピンクカーペッツによって決められる。第2回は薬丸裕英、第3回は山本モナ、第5回は中村仁美から指名され、内藤剛志が選んだ。

## スタッフ
- 企画：吉田正樹
- 構成：小笠原英樹、太平カンフー ／ 元祖爆笑王
- 監修：玉井貴代志
- 美術制作：大坊雄二
- デザイン：飛田崇史
- 美術進行：林勇
- 大道具：吉野雅則
- アクリル装飾：児玉希生
- 電飾：秀島博幸
- 生花装飾：安藤岳
- 特殊装置：北原悟志
- TP：勝村信之、高瀬義美
- SW：藤本伸一［第1回］、高田治［第2回］
- カメラ：小池悟志［第1回］、宮崎健司［第2回］
- VE：田畑司
- 音声：片山勇
- 照明：小林敦洋［第1回］、野崎政克［第2回］
- 音響効果：中田圭三、安原裕人
- VTR編集：右松康友
- MA：高柳一広
- CG：松本幸也（orb）
- TK：松下絵里、平井佳代
- 編成：浜野貴敏［第1回］、小松純也［第2回］
- 広報：遠藤恵
- AP：仲村孝明
- 制作進行：津野若菜
- ディレクター：原武範、蜜谷浩弥
- 演出：松本祐紀
- プロデューサー：藪木健太郎［第1回はアドバイザー、第2回以降プロデューサー］、朝妻一
- チーフプロデューサー：神原孝
- 技術協力：ニユーテレス、FLT、SUNPHONIX、IMAGICA、4-Legs
- 制作：フジテレビバラエティ制作センター